# Командующие советскими армиями во время Великой Отечественной войны
В списке в алфавитном порядке представлены военачальники Красной Армии, которые в годы Великой Отечественной войны командовали армиями. В этот период армия представляла собой крупное войсковое объединение, предназначенное для решения оперативных задач. В зависимости от боевого состава и предназначения различают общевойсковые, танковые, воздушные, противовоздушные и сапёрные армии. За успехи в планировании и осуществлении операций во время войны и сразу по её окончании 72 военачальника были удостоены звания Героя Советского Союза, 9 из них — Дважды. После распада СССР два генерала были посмертно удостоены звания Героя Российской Федерации.
В ходе боевых действий на должности командующих войсками армий назначались разные военачальники, но только самые подготовленные и талантливые из них оставались на нём до завершения войны. Большинство из тех, кто командовал армиями в конце Великой Отечественной войны, перед её началом занимали нижестоящие должности. Из сухопутных военачальников, закончивших войну в должности командующего армией, четырнадцать человек перед войной командовали корпусами, четырнадцать — дивизиями, два — бригадами, один — полком, шесть находились на преподавательской и командной работе в учебных заведениях, шестнадцать офицеров являлись штабными командирами разных уровней, три были заместителями командиров дивизий и один заместителем командира корпуса. Только пять генералов, командующих армиями на момент начала войны, закончили её в той же должности: трое (Н. Э. Берзарин, Ф. Д. Гореленко и В. И. Кузнецов) — на советско-германском фронте и ещё двое (М. Ф. Терёхин и Л. Г. Черемисов) — на Дальневосточном фронте.
Всего во время войны погибли тридцать военачальников из числа представленных в списке. В таблице они выделены серым цветом . Из них:
- двадцать один человек погибли или скончались от ранений, полученных в бою,
- двое (К. М. Качанов и А. А. Коробков) были репрессированы,
- двое (М. Г. Ефремов и А. К. Смирнов) покончили с собой во избежание плена,
- двое погибли в транспортных катастрофах: авиакатастрофе (С. Д. Акимов) и автокатастрофе (И. Г. Захаркин),
- П. Ф. Алферьев пропал без вести,
- Ф. А. Ершаков погиб в концлагере.

## Командующие армиями (Гвардейскими, Ударными, общевойсковыми)
|                            | Полное имя                              | Годы жизни                               | Должность накануне войны                                                                | Армии | Сражения и операции, проведённые в должности командарма | Должность в конце войны (для погибших обстоятельства смерти)                                                  |
| -------------------------- | --------------------------------------- | ---------------------------------------- | --------------------------------------------------------------------------------------- | --- | --- | --- |
|                            | Акимов, Степан Дмитриевич               | 1896—1941                                | Инспектор пехоты Прибалтийского Особого военного округа                                 | 48-я (04 — 31.08.1941) 43-я (10 — 17.10.1941) | Битва за Ленинград | 29 октября 1941 года погиб в авиакатастрофе                                                                   |
|                            | Алферьев, Пётр Фёдорович                | 1893—1942                                | Заместитель начальника Управления боевой подготовки РККА                                | 34-я (12.09.1941 — 25.12.1941) | Контрудар под Старой Руссой | Пропал без вести на Волховском фронте в июне 1942 года                                                        |
|                            | Антонюк, Максим Антонович               | 1895—1961                                | Заместитель генерал-инспектора пехоты РККА                                              | 48-я (01 — 12.09.1941) 60-я (июль 1942 г.) | Битва за Ленинград, Воронежско-Ворошиловградская оборонительная операция | Помощник командующего войсками 2-го Прибалтийского фронта                                                     |
|                            | Баграмян, Иван Христофорович            | 1897—1982                                | Начальник оперативного отдела штаба Киевского Особого военного округа                   | 16-я (13.07.1942 — 16.04.1943) 11-я Гвардейская (16.04 — 15.11.1943) | Жиздринская, Орловская, Брянская наступательные операции | Командующий войсками 3-го Белорусского фронта                                                                 |
|                            | Баронов, Константин Фёдорович           | 1890—1943                                | Командир 23-го стрелкового корпуса                                                      | 45-я (июль — октябрь 1941) 47-я (октябрь 1941 — февраль 1942) | | Умер от болезни 12 июля 1943 года                                                                             |
|                            | Батов, Павел Иванович                   | 1897—1985                                | Командир 9-го особого стрелкового корпуса                                               | 51-я (2.11 — 18.12.1941), 3-я (28.12.1941 — 11.02.1942), 4-я Танковая (14 — 22.10.1942) 65-я (22.10.1942 — 9.05.1945) | Сталинградская битва, Черниговско-Полтавская, Гомельско-Речицкая, Калинковичско-Мозырская, Белорусская, Восточно-Прусская, Восточно-Померанская, Берлинская наступательные операции | Командующий 65-й армией                                                                                       |
|                            | Батюня, Александр Григорьевич           | 1898—1976                                | Начальник штаба 48-го стрелкового корпуса                                               | 57-я | Оборонительное сражение на дальних подступах к Сталинграду | Начальник штаба 1-й гвардейской армии                                                                         |
|                            | Белобородов, Афанасий Павлантьевич      | 1903—1990                                | Начальник отдела боевой подготовки штаба Дальневосточного фронта                        | 43-я (22.05.1944 — 05.1945) 1-я Краснознамённая (28.06.1945 — 12.06.1946). | Белорусская, Прибалтийская, Восточно-Прусская наступательные операции, штурм Кёнигсберга, Маньчжурская операция (9 августа — 2 сентября 1945). | Командующий 1-й Краснознамённой армией                                                                        |
|                            | Белов, Павел Алексеевич                 | 1897—1962                                | Командир 2-го кавалерийского корпуса                                                    | 61-я (июнь 1942 г. — август 1945 г.) | Орловская, Черниговско-Полтавская наступательные операции, Битва за Днепр, Гомельско-Речицкая, Калинковичско-Мозырская, Полесская, Белорусская, Прибалтийская, Висло-Одерская, Восточно-Померанская, Берлинская наступательные операции | Командующий 61-й армией                                                                                       |
|                            | Берзарин, Николай Эрастович             | 1904—1945                                | Командующий 27-й армией                                                                 | 27-я (25.05 — 25.12.1941), 34-я (25.12.1941 — 14.10.1942), 20-я (5.01 — 17.03.1943, 21.08 — 8.09.1943), 39-я (9.09.1943 — 27.05.1944), 5-я Ударная (27.05.1944 — 9.05.1945)                                                                    | Прибалтийская оборонительная операция, Демянская операция (1942), Смоленская, Витебская, Ясско-Кишинёвская, Висло-Одерская, Берлинская наступательные операции | Командующий 5-й ударной армией                                                                                |
|                            | Бирюзов, Сергей Семёнович               | 1904—1964                                | Командир 132-й стрелковой дивизии                                                       | 37-я (29.10.1944 — 05.1946) | | Командующий 37-й армией                                                                                       |
|                            | Богданов, Иван Александрович            | 1897—1942                                | Начальник пограничных войск НКВД Белорусской ССР                                        | 39-я (15.11 — 11.12.1941, 18—22.07.1942) | Калининская наступательная операция | Умер от тяжёлого ранения 22 июля 1942 года                                                                    |
|                            | Болдин, Иван Васильевич                 | 1892—1965                                | 1-й заместитель командующего войсками Западного Особого военного округа                 | 19-я (20.10 — 24.11.1941), 50-я (22.11.1941 — 3.02.1945) | Битва за Москву, Ржевско-Вяземская наступательная операция 1942 года, Орловская, Смоленская, Брянская, Гомельско-Речицкая, Рогачёвско-Жлобинская, Белорусская, Восточно-Прусская наступательные операции | Заместитель командующего войсками 3-го Украинского фронта                                                     |
|                            | Бондарев, Андрей Леонтьевич             | 1901—1961                                | Командир 168-й стрелковой дивизии                                                       | 8-я (28.11.1941 — 28.01.1942) | Битва за Ленинград | Командир 101-го стрелкового корпуса                                                                           |
|                            | Броуд, Яков Исаакович                   | 1900—1942                                | Начальник 2-го Ленинградского артиллерийского училища                                   | 24-я (17.03 — 1.05.1942) | | Погиб в бою 27 июля 1942 года                                                                                 |
|                            | Будённый, Семён Михайлович              | 1883—1973                                | 1-й заместитель Наркома обороны                                                         | 21-я (6—10.07.1941) | | Командующий кавалерией РККА                                                                                   |
|                            | Васильев, Василий Петрович              | 1896—1942                                | Командующий 1-й Краснознамённой армией                                                  | 1-я Краснознамённая (19.06.1941 — 16.10.1942) | | Умер от болезни 19 октября 1942 года                                                                          |
|                            | Вишневский, Сергей Владимирович         | 1893—1967                                | Помощник генерал-инспектора кавалерии РККА                                              | 32-я (21.09 — 12.10.1941) | Битва за Москву | Находился в плену                                                                                             |
|                            | Власов, Андрей Андреевич                | 1901—1946                                | Командир 4-го механизированного корпуса                                                 | 37-я (23.07. — 5.09.1941), 20-я (30.11.1941 — 8.03.1942), 2-я Ударная (16.04 — 1.07.1942) | Киевская операция (1941), Контрнаступление под Москвой, Ржевско-Вяземская наступательная операция 1942 года, Любанская наступательные операции | Командующий РОА, действующей на стороне Германии                                                              |
|                            | Вострухов, Владимир Иванович            | 1895—1971                                | Начальник 4-го отдела Управления боевой подготовки РККА                                 | 22-я (19.10.1941 — 19.03.1942), 31-я (19.03 — 14.04.1942) | Битва за Москву, Ржевско-Вяземская наступательная операция 1942 года | Заместитель командующего войсками 2-го Украинского фронта по тылу                                             |
|                            | Гаген, Николай Александрович            | 1895—1969                                | Командир 153-й стрелковой дивизии                                                       | 57-я (2.05.1942 — 29.10.1944), 26-я (16.01 — 9.05.1945) | Белгородско-Харьковская, Черниговско-Полтавская, Нижнеднепровская, Березнеговато-Снигирёвская, Одесская, Ясско-Кишинёвская, Белградская, Будапештская наступательные операции, Балатонская оборонительная, Венская наступательная операции | Командующий 26-й армией                                                                                       |
|                            | Галанин, Иван Васильевич                | 1899—1958                                | Командир 17-го стрелкового корпуса                                                      | 12-я (25.08 — 16.10.1941), 59-я (2.11.1941 — 25.04.1942), 24-я (1.10.1942 — 6.04.1943), 70-я (2.04 — 28.09.1943), 4-я Гвардейская (28.09.1943 — 5.01.1944, 28.02 — 25.11.1944), 53-я (5.01 — 21.03.1944)                                       | Донбасско-Ростовская оборонительная операция, Тихвинская, Любанская наступательные операции, Сталинградская битва, Курская битва, Орловская, Черниговско-Полтавская, Нижнеднепровская, Кировоградская, Корсунь-Шевченковская, Уманско-Ботошанская, Ясско-Кишинёвская наступательные операции | |
|                            | Галицкий, Кузьма Никитович              | 1897—1973                                | Командир 24-й стрелковой дивизии                                                        | 3-я Ударная (сентябрь 1942 г. — ноябрь 1943 г.) 11-я Гвардейская (26.11.1943 — 9.07.1945) | Великолукская, Невельская, Городокская, Витебская, Белорусская, Восточно-Прусская наступательные операции, штурм Кёнигсберга | Командующий 11-й Гвардейской армией                                                                           |
|                            | Гастилович, Антон Иосифович             | 1902—1975                                | Начальник штаба 17-й армии                                                              | 17-я (15.05.1942 — 18.11.1943), 18-я (7.11.1944 — 9.05.1945) | Западно-Карпатская, Моравско-Остравская и Пражская наступательные операции | Командующий 18-й армией                                                                                       |
|                            | Герасименко, Василий Филиппович         | 1900—1961                                | Командующий войсками Приволжского военного округа                                       | 21-я (22.06 — 6.07.1941), 13-я (12—27.07.1941), 28-я (9.09.1942 — 30.11.1943) | Смоленское сражение, Сталинградская битва, Битва за Кавказ, Ростовская операция (1943), Донбасская, Мелитопольская наступательные операции | Нарком обороны УССР                                                                                           |
|                            | Герасимов, Михаил Никанорович           | 1894—1962                                | Командир 19-го стрелкового корпуса                                                      | 23-я (6.08 — 8.09.1941), 3-я Ударная (16.08 — 5.10.1944) | Битва за Ленинград, Мадонская, Прибалтийская наступательные операции | Главный инспектор пехоты РККА                                                                                 |
|                            | Глаголев, Василий Васильевич            | 1898—1947                                | Командир 42-й кавалерийской дивизии                                                     | 9-я (11.02 — 22.03.1943), 46-я (23.03.1943 — 27.05.1944), 31-я (27.05 — 15.12.1944), 9-я Гвардейская (18.12.1944 — 9.05.1945) | Краснодарская, Донбасская, Нижнеднепровская, Никопольско-Криворожская, Березнеговато-Снигирёвская, Одесская, Белорусская, Венская, Пражская наступательные операции | Командующий 9-й Гвардейской армией                                                                            |
|                            | Глуздовский, Владимир Алексеевич        | 1903—1967                                | Заместитель командира 1-й мотострелковой дивизии                                        | 31-я (27.02.1943 — 27.05.1944), 7-я (27.08 — 7.12.1944), 6-я (7.12.1944 — 9.07.1945) | Ржевско-Вяземская наступательная операция 1943 года , Смоленская (Спас-Деменская, Ельнинско-Дорогобужская), Витебская, Висло-Одерская, Нижне-Силезская наступательные операции | Командующий 6-й армией                                                                                        |
|                            | Говоров, Леонид Александрович           | 1897—1955                                | Начальник Военной академии имени Ф. Э. Дзержинского                                     | 5-я (18.10.1941 — 25.04.1942) | Битва за Москву, Ржевско-Вяземская наступательная операция 1942 года | Командующий Ленинградским фронтом                                                                             |
|                            | Голиков, Филипп Иванович                | 1900—1980                                | Начальник ГРУ ГШ РККА                                                                   | 10-я (1.11.1941 — 1.02.1942), 4-я Ударная (11.02 — 30.03.1942), 1-я Гвардейская (6—10.08.1942) | Контрнаступление под Москвой, Ржевско-Вяземская наступательная операция 1942 года, Сталинградская битва | Начальник Главного управления кадров                                                                          |
|                            | Голубев, Константин Дмитриевич          | 1896—1956                                | Командующий 10-й армией                                                                 | 10-я (18.03 — 5.07.1941), 13-я (27.07 — 30.08.1941), 43-я (29.10.1941 — 22.05.1944) | Приграничное сражение на Западном фронте (Белостокско-Минское сражение), Смоленское сражение, Битва за Москву, Ржевско-Вяземские наступательные операции 1942 года и 1943 года, Смоленская наступательная операция, Витебская | 1-й заместитель уполномоченного СНК СССР по делам репатриации                                                 |
|                            | Горбатов, Александр Васильевич          | 1891—1973                                | Заместитель командира 25-го стрелкового корпуса                                         | 24-я (6—12.04.1943) 3-я (27.06.1943 — 9.07.1945) | Курская битва (5 июля — 23 августа 1943), Орловская наступательная операция (12 июля — 18 августа 1943), Контрнаступление советских войск в битве под Курском (12 июля — 23 августа 1943), Брянская наступательная операция (1 сентября — 1 октября 1943), Гомельско-Речицкая наступательная операция (10—30 ноября 1943), Рогачевско-Жлобинская наступательная операция (21—26 февраля 1944), Бобруйская наступательная операция (24—29 июня 1944), Минская наступательная операция (29 июня — 4 июля 1944), Белостокская наступательная операция (19 — 27 июля 1944), Восточно-Прусская операция (13 января — 25 апреля 1945), Млавско-Эльбинская наступательная операция (14 — 26 января 1945), Берлинская наступательная операция (16 апреля — 8 мая 1945). | Командующий 3-й армией                                                                                        |
|                            | Гордов, Василий Николаевич              | 1896—1950                                | Начальник штаба Приволжского военного округа                                            | 9-я (5—17.06.1942), 21-я (7—24.08.1941, 15.10.1941 — 5.06.1942), 33-я (18.10.1942 — 13.03.1943), 3-я Гвардейская (2.04.1944 — 9.05.1945) | Смоленское сражение, Харьковское сражение 1942 года, Ржевско-Вяземская наступательная операция 1943 года , Смоленская, Оршанская, Витебская, Львовско-Сандомирская, Висло-Одерская, Нижне-Силезская, Берлинская, Пражская наступательные операции | Командующий 3-й гвардейской армией                                                                            |
|                            | Гореленко, Филипп Данилович             | 1888—1956                                | Командующий 7-й армией                                                                  | 7-я (28.01 — 24.09.1941, 9.11.1941 — 4.07.1942), 32-я (15.06.1942 — 9.05.1945) | Оборона Карелии, Свирско-Петрозаводская операция | Командующий 32-й армией                                                                                       |
|                            | Городнянский, Авксентий Михайлович      | 1896—1942                                | Командир 129-й стрелковой дивизии                                                       | 13-я (31.08.1941 — 3.01.1942) 6-я (25.01 — 27.05.1942) | Смоленское сражение, Битва за Москву, Елецкая, Барвенково-Лозовская наступательные операции, Харьковское сражение 1942 года | Погиб в бою 27 мая 1942 года                                                                                  |
|                            | Гречкин, Алексей Александрович          | 1893—1964                                | Помощник командующего войсками Северо-Кавказского военного округа по вузам              | 9-я (20.06 — 6.11.1943), 28-я (30.11.1943 — 20.05.1944) | Новороссийско-Таманская, Никопольско-Криворожская, Березнеговато-Снигирёвская наступательные операции | В распоряжении Военного совета 1-го Украинского фронта                                                        |
|                            | Гречко, Андрей Антонович                | 1903—1976                                | На должности в Генеральном штабе РККА                                                   | 12-я (15.04 — 3.09.1942), 47-я (18.09 — 19.10.1942), 18-я (19.10.1942 — 5.01.1943), 56-я (5.01 — 17.10.1943), 1-я Гвардейская (15.12.1943 — 08.1945)                                                                                           | Воронежско-Ворошиловградская оборонительная операция, Битва за Кавказ, Краснодарская, Новороссийско-Таманская, Житомирско-Бердичевская, Проскуровско-Черновицкая, Львовско-Сандомирская, Восточно-Карпатская, Западно-Карпатская, Моравско-Остравская и Пражская наступательные операции | Командующий 1-й Гвардейской армией                                                                            |
|                            | Гришин, Иван Тихонович                  | 1901—1951                                | Командир 137-й стрелковой дивизии                                                       | 49-я (июнь 1943 г. — август 1945) | Смоленская, Оршанская, Витебская, Белорусская, Восточно-Прусская, Восточно-Померанская, Берлинская наступательные операции | Командующий 49-й армией                                                                                       |
|                            | Гусев, Дмитрий Николаевич               | 1894—1957                                | Заместитель начальника штаба Прибалтийского Особого военного округа                     | 21-я (28.04.1944 — 9.07.1945). | Выборгская, Висло-Одерская, Нижне-Силезская, Верхне-Силезская, Пражская наступательные операции | Командующий 21-й армией                                                                                       |
|                            | Гусев, Николай Иванович                 | 1897—1962                                | На учёбе в Академии Генштаба                                                            | 4-я (26.06.1942 — 30.10.1943), 20-я (1.11.1943 - 21.04.1944), 47-я (7.05 — 17.11.1944), 48-я (15.12.1944 — 9.05.1945) | Белорусская, Восточно-Прусская наступательные операции | Командующий 48-й армией                                                                                       |
|                            | Далматов, Василий Никитич               | 1899—1977                                | Начальник пограничных войск НКВД Карельского пограничного ВО                            | 31-я (15.07 — 13.10.1941) | Битва за Москву | Командир 307-й стрелковой дивизии                                                                             |
|                            | Данилов, Алексей Ильич                  | 1897—1981                                | Помощник командующего войсками Киевского Особого военного округа по ПВО                 | 21-я (6.06 — 14.10.1942), 12-я (19.05 — 10.11.1943), 17-я (18.11.1943 — 09.1945) | Воронежско-Ворошиловградская оборонительная операция, Сталинградская битва, Донбасская, Нижнеднепровская наступательные операции, Советско-Японская война 1945 года | Командующий 17-й армией                                                                                       |
|                            | Дашичев, Иван Фёдорович                 | 1899—1963                                | Командир 35-го стрелкового корпуса                                                      | 44-я | Оборона Керченского полуострова | В заключении                                                                                                  |
|                            | Дубков, Михаил Георгиевич               | 1893—1950                                | Инспектор пехоты Дальневосточного фронта                                                | 16-я (1.07 — 8.09.1943) | | Помощник командующего 1-й Краснознамённой армии по вузам                                                      |
|                            | Духанов, Михаил Павлович                | 1896—1969                                | Помощник командующего войсками Ленинградского военного округа                           | 67-я (10.10.1942 — 24.01.1943, 02 — 15.12.1943), 23-я (24.01 — 02.1943) | Операция «Искра» | Заместитель командующего 8-й гвардейской армией                                                               |
|                            | Ерёменко, Андрей Иванович               | 1892—1970                                | 21 июня 1941 года сдал командование 1-й отдельной Краснознамённой армией                | 4-я ударная (декабрь 1941 г. — февраль 1942 г.) Приморская (04.02 — 18.04.1944) | Торопецко-Холмская, Крымская наступательные операции | Командующий войсками 4-го Украинского фронта                                                                  |
|                            | Ермаков, Аркадий Николаевич             | 1899—1957                                | Командир 2-го стрелкового корпуса                                                       | 50-я (13.10 — 22.11.1941), 20-я (20.03 — 20.08.1943, 9 — 15.09.1943) | Битва за Москву (Тульская оборонительная операция) | Командир 23-го гвардейского стрелкового корпуса                                                               |
|                            | Ершаков, Филипп Афанасьевич             | 1893—1942                                | Командующий войсками Уральского военного округа                                         | 22-я (22.06 — 28.08.1941), 20-я (11.09 — 20.10.1941) | Смоленское сражение, Битва за Москву | Погиб в концлагере в июле 1942 года                                                                           |
| Герой Российской Федерации | Ефремов, Михаил Григорьевич             | 1897—1942                                | 1-й заместитель генерал-инспектора пехоты РККА                                          | 21-я (24.07 — 7.08.1941), 10-я (1 — 17.10.1941), 33-я (25.10.1941 — 19.04.1942) | Смоленское сражение, Битва за Москву, Ржевско-Вяземская наступательная операция 1942 года | Покончил жизнь самоубийством во избежание плена 19 апреля 1942 года                                           |
|                            | Жадов, Алексей Семёнович                | 1901—1977                                | Назначен на должность командира 4-го воздушно-десантного корпуса                        | 66-я (14.10.1942 — 16.04.1943) 5-я Гвардейская (05.05.1943 — декабрь 1946 г.) | Сталинградская битва, Курская битва, Белгородско-Харьковская, Черниговско-Полтавская, Нижнеднепровская, Кировоградская, Уманско-Ботошанская, Львовско-Сандомирская, Висло-Одерская, Нижне-Силезская, Верхне-Силезская, Берлинская, Пражская наступательные операции | Командующий 5-й Гвардейской армией                                                                            |
|                            | Жмаченко, Филипп Феодосьевич            | 1895—1966                                | Командир 67-го стрелкового корпуса                                                      | 3-я (11.02 — 12.05.1942), 47-я (17.09 — 26.10.1943), 40-я (27.10.1943 — 9.05.1945), | Болховская наступательная операция (27 марта — 3 апреля 1942) | Командующий 40-й армией                                                                                       |
|                            | Журавлёв, Евгений Петрович              | 1896—1983                                | Заместитель командира 5-го механизированного корпуса                                    | 29-я (8.09.1942 — 10.02.1943), 53-я (31.01 — 21.03.1943), 68-я (21.03 — 24.10.1943), 21-я (24.10.1943 — 25.02.1944), 18-я (6.02 — 7.11.1944)                                                                                                   | Демянская операция (1943), Смоленская, Оршанская, Проскуровско-Черновицкая, Львовско-Сандомирская, Восточно-Карпатская наступательные операции | В распоряжении ГУК НКО                                                                                        |
|                            | Зайцев, Владимир Александрович          | 1899—1955                                | Командир 18-го стрелкового корпуса                                                      | 35-я (22.07.1941 — 25.06.1945) | | Заместитель командующего 35-й армией                                                                          |
|                            | Затевахин, Иван Иванович                | 1901—1957                                | Командир 212-й воздушно-десантной бригады                                               | Отдельная гвардейская воздушно-десантная армия ВВС РККА | | Исполняющий должность начальника управления ВДВ ВВС РККА                                                      |
|                            | Захаркин, Иван Григорьевич              | 1889—1944                                | Заместитель командующего войсками Московского военного округа                           | 43-я 49-я | Битва за Москву, Ржевско-Вяземские наступательные операции 1942 года и 1943 года | Погиб в автокатастрофе 15 октября 1944 года                                                                   |
|                            | Захаров, Георгий Фёдорович              | 1897—1957                                | Начальник штаба Уральского военного округа                                              | 51-я 2-я Гвардейская 4-я Гвардейская | Донбасская, Нижнеднепровская, Крымская, Будапештская наступательные операции | Заместитель командующего войсками 4-го Украинского фронта                                                     |
|                            | Захватаев, Никанор Дмитриевич           | 1898—1963                                | Старший преподаватель Академии Генштаба                                                 | 1-я Ударная (23.05.1944 — 10.01.1945), 4-я Гвардейская (1.03 — 9.05.1945), 35-я (25.06 — 1.10.1945) | Псковско-Островская, Тартуская, Рижская, Венская наступательные операции, Балатонская оборонительная операция | Командующий 35-й армией                                                                                       |
|                            | Зыгин, Алексей Иванович                 | 1896—1943                                | Командир 174-й стрелковой дивизии                                                       | 58-я (20.06 — 5.08.1942), 39-я (7.08 — 8.09.1943), 20-я (16 — 25.09.1943), 4-я Гвардейская (22 — 27.09.1943) | Ржевско-Вяземская наступательная операция 1943 года , Смоленская, Черниговско-Полтавская, Нижнеднепровская наступательные операции | Погиб 27 сентября 1943 года                                                                                   |
|                            | Иванов, Михаил Михайлович               | 1894—1942                                | Командир 16-го стрелкового корпуса                                                      | 24-я (8.12.1941 — 17.03.1942) | | Погиб 15 сентября 1942 года                                                                                   |
|                            | Иванов, Пётр Алексеевич                 | 1897—1946                                | Преподаватель Академии Генштаба                                                         | 4-я (15.12.1941 — 3.02.1942) | Тихвинская, Любанская наступательные операции | Заместитель командующего 11-й гвардейской армией                                                              |
|                            | Иванов, Фёдор Сергеевич                 | 1897—1973                                | 2-й заместитель командующего войсками Киевского Особого военного округа                 | 8-я (30.06 — 24.07.1941), 42-я (1 — 15.09.1941) | Приграничное сражение на Юго-Западном фронте, Битва за Ленинград | Под следствием                                                                                                |
|                            | Казаков, Михаил Ильич                   | 1901—1979                                | Начальник штаба Среднеазиатского военного округа                                        | 53-я 69-я 10-я Гвардейская | Харьковская наступательная и Харьковская оборонительная операции, Ленинградско-Новгородская, Мадонская, Прибалтийская наступательные операции | Командующий 10-й гвардейской армией                                                                           |
|                            | Калинин, Степан Андрианович             | 1890—1975                                | Командующий войсками Сибирского военного округа                                         | 24-я (26.06 — 15.07.1941) 66-я | Смоленское сражение | Под следствием                                                                                                |
|                            | Камков, Фёдор Васильевич                | 1898—1951                                | Командир 5-го кавалерийского корпуса                                                    | 18-я (28.11.1941 — 12.02.1942, 25.04 — 19.10.1942), 47-я (19.10.1942 — 25.01.1943) | Ростовская наступательная операция 1941 года, Воронежско-Ворошиловградская оборонительная операция, Битва за Кавказ | Командир 4-го гвардейского казачьего корпуса                                                                  |
|                            | Качалов, Владимир Яковлевич             | 1890—1941                                | Командующий войсками Архангельского военного округа                                     | 28-я (25.06 — 4.08.1941) | Смоленское сражение | Погиб 4 августа 1941 года                                                                                     |
|                            | Качанов, Кузьма Максимович              | 1901—1941                                | В распоряжении ГРУ Генштаба РККА                                                        | 34-я (3.08 — 12.09.1941) | Контрудар под Старой Руссой | Расстрелян по приговору военного трибунала 29 сентября 1941 года                                              |
|                            | Кириченко, Николай Яковлевич            | 1895—1973                                | Командир 26-го механизированного корпуса                                                | 51-я (17.05 — 9.06.1942), 12-я (13 — 20.09.1942) | Битва за Кавказ | Начальник Высшей офицерской кавалерийской школы РККА                                                          |
|                            | Кирюхин, Николай Иванович               | 1896—1953                                | Начальник отдела боевой подготовки Московского военного округа                          | 16-я (13.03 — 23.05.1942), 20-я (11.10 — 4.12.1942) | | Заместитель командующего 38-й армией                                                                          |
|                            | Клыков, Николай Кузьмич                 | 1888—1968                                | Помощник командующего войсками Московского военного округа по вузам                     | 32-я (18.07 — 23.08.1941), 52-я (25.08 — 26.09.1941, 28.09.1941 — 10.01.1942), 2-я Ударная (10.01 — 16.04.1942, 17.07 — 5.12.1942) | Битва за Ленинград, Любанская, Синявинская наступательные операции | Командующий войсками Северо-Кавказского военного округа                                                       |
|                            | Козлов, Георгий Кириллович              | 1902—1970                                | Начальник отдела боевой подготовки 7-й армии                                            | 19-я (23.05.1943 — 6.03.1945) | Восточно-Померанская наступательная операция | В распоряжении Военного совета 1-го Украинского фронта                                                        |
|                            | Козлов, Дмитрий Тимофеевич              | 1896—1967                                | Командующий войсками Закавказского военного округа                                      | 24-я (1.09 — 1.10.1942) | Сталинградская битва | Заместитель командующего войсками Забайкальского фронта                                                       |
|                            | Козлов, Пётр Михайлович                 | 1893—1944                                | Начальник курса Академии Генштаба                                                       | 9-я (20.05 — 5.06.1942, 13.05 — 19.06.1943), 37-я (28.06.1942 — 13.05.1943), 47-я (13.07 — 3.08.1943) | Харьковское сражение 1942 года, Воронежско-Ворошиловградская оборонительная операция, Битва за Кавказ, Краснодарская наступательная операция | Умер от болезни                                                                                               |
|                            | Колганов, Константин Степанович         | 1896—1981                                | Начальник 4-го и 5-го отделов РУ Генштаба РККА                                          | 47-я | Керченская оборонительная операция | Командир 42-го стрелкового корпуса                                                                            |
|                            | Коломиец, Трофим Калинович              | 1894—1971                                | Командир 32-го стрелкового корпуса                                                      | 51-я | Сталинградская битва | Исполняющий должность командира 60-го стрелкового корпуса                                                     |
|                            | Колпакчи, Владимир Яковлевич            | 1899—1961                                | Начальник штаба Харьковского военного округа                                            | 18-я (11.10 — 24.11.1941), 62-я (27.05 — 27.07.1942), 30-я (1.11.1942 — 1.05.1943), 63-я (14.05.1943 — 10.02.1944), 69-я (5.04.1944 — 9.05.1945)                                                                                               | Сталинградская битва, Ржевско-Вяземская наступательная операция 1943 года , Орловская, Брянская, Гомельско-Речицкая, Оршанская, Белорусская, Висло-Одерская, Берлинская наступательные операции | Командующий 69-й армией                                                                                       |
|                            | Конев, Иван Степанович                  | 1897—1973                                | Командующий войсками Северо-Кавказского военного округа                                 | 19-я (26.06 — 10.09.1941) | Смоленское сражение | Командующий войсками 1-го Украинского фронта                                                                  |
|                            | Корзун, Павел Петрович                  | 1892—1943                                | Командир 219-й мотострелковой дивизии                                                   | 3-я (12.04.1942 — 26.06.1943), 47-я (4.08 — 16.09.1943). | Оборонительная операция на Воронежском и Валуйско-Россошанском направлениях (28 июня — 16 августа 1942), Севско-Орловская наступательная операция (25 февраля — 28 марта 1943) | Погиб 16 сентября 1943 года                                                                                   |
|                            | Коробков, Александр Андреевич           | 1897—1941                                | Командующий 4-й армией                                                                  | 4-я (17.01 — 30.06.1941) | Приграничное сражение на Западном фронте | Расстрелян 22 июля 1941 года по решению Военной коллегии Верховного Суда СССР                                 |
|                            | Коровников, Иван Терентьевич            | 1902—1976                                | Заместитель командира 2-й танковой дивизии                                              | 59-я | Любанская, Новгородско-Лужская, Висло-Одерская, Нижне-Силезская, Верхне-Силезская, Пражская наступательные операции | Командующий 59-й армией                                                                                       |
|                            | Коротеев, Константин Аполлонович        | 1903—1953                                | Командир 55-го стрелкового корпуса                                                      | 12-я (16.10.1941 — 5.04.1942), 9-я (4.09.1942 — 11.02.1943, 2.03 — 12.05.1943), 18-я (11.02 — 16.03.1943), 37-я (13.05 — 20.07.1943), 52-я (20.07.1943 — 11.05.1945)                                                                           | Донбасск-Ростовская оборонительная операция , Битва за Кавказ, Краснодарская, Черниговско-Полтавская наступательные операции, Битва за Днепр, Кировоградская, Корсунь-Шевченковская, Уманско-Ботошанская, Ясско-Кишинёвская, Висло-Одерская, Нижне-Силезская, Берлинская, Пражская наступательные операции | Командующий 52-й армией                                                                                       |
|                            | Коротков, Геннадий Петрович             | 1898—1982                                | Командир 238-й стрелковой дивизии                                                       | 53-я (14.10.1942 — 31.01.1943), 1-я Ударная (8.02.1943 — 1.04.1944), 22-я (5.04.1944 — 21.07.1945) | Ленинградско-Новгородская, Мадонская и Рижская наступательные операции | Командующий 22-й армией                                                                                       |
|                            | Корчиц, Владислав Викентьевич           | 1893—1966                                | Старший преподаватель Военной академии имени М. В. Фрунзе                               | 1-я Польская армия | Белорусская наступательная операция | Начальник штаба Войска Польского                                                                              |
|                            | Костенко, Фёдор Яковлевич               | 1896—1942                                | Командующий 26-й армией                                                                 | 26-я (27.12.1940 — 25.09.1941) | Львовско-Черновицкая стратегическая оборонительная операция, Киевская оборонительная операция 1941 года | Погиб в окружении 26 мая 1942 года                                                                            |
|                            | Котов, Григорий Петрович                | 1902—1944                                | Преподаватель Военной академии имени М. В. Фрунзе                                       | 51-я 44-я | Керченская оборонительная операция, Битва за Кавказ | Погиб 7 ноября 1944 года во время налёта американской авиации                                                 |
|                            | Крейзер, Яков Григорьевич               | 1905—1969                                | Командир 1-й Московской моторизованной дивизии                                          | 3-я (25.08 — 13.12.1941), 2-я Гвардейская (2 — 29.11.1942, 3.02 — 30.07.1943), 51-я (1.08.1943 — 9.07.1945) | Гомельско-Трубчевская оборонительная операция (27 июля — 30 августа 1941), Наступательная операция на Рославльском и Новозыбковском направлениях (30 августа — 12 сентября 1941), Оборонительная операция на Орловском и Курском направлениях (30 сентября — 29 октября 1941), Оборонительное сражение под Москвой (2 октября — 5 декабря 1941), Тульская оборонительная операция (24 октября — 5 декабря 1941), Оборонительная операция на Воронежском направлении (30 октября — 6 декабря 1941), Елецкая наступательная операция (6 — 16 декабря 1941), | Командующий 51-й армией                                                                                       |
|                            | Крутиков, Алексей Николаевич            | 1895—1949                                | Начальник штаба 7-й армии                                                               | 7-я (23.01.1943 — 27.08.1944) | Свирско-Петрозаводская операция | Начальник штаба Приморской группы войск на Дальнем Востоке                                                    |
|                            | Крылов, Николай Иванович                | 1903—1972                                | Начальник штаба Дунайского УР                                                           | 62-я (5 — 12.09.1942), 21-я (12.07 — 24.10.1943), 5-я (24.10.1943 — 16.10.1944, 15.12.1944 — 12.1945) | Сталинградская битва, Смоленская, Оршанская, Витебская, Белорусская, Восточно-Прусская наступательные операции | Командующий 5-й армией                                                                                        |
|                            | Крючёнкин, Василий Дмитриевич           | 1894—1976                                | Командир 14-й кавалерийской дивизии                                                     | 28-я (4 — 12.07.1942), 4-я Танковая (12.07 — 14.10.1942), 69-я (22.03.1943 — 3.04.1944), 10-я (5 — 20.04.1944), 33-я (12.07 — 9.07.1944) | Воронежско-Ворошиловградская оборонительная операция?, Сталинградская битва, Курская битва, Белгородско-Харьковская, Черниговско-Полтавская, Белорусская наступательные операции | Заместитель командующего войсками 1-го Белорусского фронта?                                                   |
|                            | Ксенофонтов, Александр Сергеевич        | 1895—1966                                | Командир 22-го стрелкового корпуса                                                      | 53-я 11-я Гвардейская | | Командир 54-го стрелкового корпуса                                                                            |
|                            | Кузнецов, Алексей Михайлович            | 1901—1961                                | Начальник отдела разведывательного управления Генштаба                                  | 51-я | Сталинградская битва | Начальник кафедры Военной академии имени М. В. Фрунзе                                                         |
|                            | Кузнецов, Василий Иванович              | 1894—1964                                | Командующий 3-й армией                                                                  | 3-я (1.09.1939 — 25.08.1941), 21-я (10 — 24.07.1941,5 — 14.10.1941), 1-я Ударная (23.11.1941 — 23.05.1942), 63-я (10.07 — 5.12.1942), 1-я Гвардейская (5.12.1942 — 14.12.1943), 3-я Ударная (16.03 — 9.05.1945)                                | Приграничное оборонительное сражение (22 — 25 июня 1941), Оборонительное сражение в Белоруссии (22 июня — 9 июля 1941), Гомельско-Трубчевская оборонительная операция (27 июля — 30 августа 1941) | Командующий 3-й ударной армией                                                                                |
|                            | Кузнецов, Фёдор Исидорович              | 1898—1961                                | Командующий войсками Прибалтийского Особого военного округа                             | 21-я (10 — 24.07.1941, 5 — 14.10.1941), 51-я (14.08 — 2.11.1941), 61-я (10.11 — 18.12.1941) | Смоленское сражение, Оборона Крыма | Командующий войсками Уральского военного округа                                                               |
|                            | Кулик, Григорий Иванович                | 1890—1950                                | Начальник ГАУ Красной Армии                                                             | 54-я (5.08 — 25.09.1941), 24-я (17.04 — 5.05.1943), 4-я Гвардейская (5.05 — 22.09.1943) | Битва за Ленинград, Белгородско-Харьковская, Черниговско-Полтавская наступательные операции | Заместитель начальника Главного управления формирования и укомплектовани войск РККА                           |
|                            | Кулишев, Фёдор Данилович                | 1898—1981                                | Преподаватель Военной академии имени М. В. Фрунзе                                       | 6-я (28.05 — 12.09.1944, 29.09 — 6.12.1944) | | Начальник штаба 6-й армии                                                                                     |
|                            | Курасов, Владимир Васильевич            | 1897—1973                                | Заместитель начальника Оперативного управления Генштаба                                 | 4-я Ударная | | Начальник штаба Земландской группы войск 3-го Белорусского фронта                                             |
|                            | Курдюмов, Владимир Николаевич           | 1895—1970                                | Заместитель командующего Западного Особого военного округа по снабжению                 | 66-я | | Командующий войсками Сибирского военного округа                                                               |
|                            | Куркин, Алексей Васильевич              | 1901—1948                                | Командир 3-го механизированного корпуса                                                 | 26-я (10 — 25.10.1941) | Битва за Москву | Командующий бронетанковыми и механизированными войсками 2-го Украинского фронта                               |
|                            | Курочкин, Павел Алексеевич              | 1900—1989                                | Командующий войсками Орловского военного округа                                         | 20-я (5.07 — 8.08.1941), 43-я (8 — 22.08.1941), 11-я (18.11.1942 — 15.03.1943), 34-я (15.03 — 22.06.1943), 60-я (15.04.1944 — 9.05.1945) | Смоленское сражение, Демянская наступательная операция 1943 года, Львовско-Сандомирская, Висло-Одерская, Нижне-Силезская, Верхне-Силезская, Моравско-Остравская, Пражская наступательные операции | Командующий 60-й армией                                                                                       |
|                            | Лазарев, Иван Гаврилович                | 1898—1979                                | Командир 10-го механизированного корпуса                                                | 55-я | Битва за Ленинград | Командир 20-го танкового корпуса                                                                              |
|                            | Лелюшенко, Дмитрий Данилович            | 1901—1987                                | Командир 21-го механизированного корпуса                                                | 5-я (11 — 17.10.1941), 30-я (1.11.1941 — 1.11.1942), 1-я Гвардейская (1.11 — 5.12.1942), 3-я Гвардейская (5.12.1942 — 12.03.194323.08.1943 — 15.02.1944), 4-я Танковая (29.03.1944 — 18.03.1945), 4-я Гвардейская Танковая (18.03 — 9.05.1945) | Битва за Москву, Ржевско-Вяземская наступательная операция 1942 года , Ржевско-Сычёвская наступательная операция, Сталинградская битва, Ворошиловградская, Донбасская, Нижнеднепровская, Никопольско-Криворожская, Проскуровско-Черновицкая, Львовско-Сандомирская, Висло-Одерская, Нижне-Силезская, Верхне-Силезская, Берлинская, Пражская наступательные операции | Командующий 4-й гвардейской танковой армией                                                                   |
|                            | Леселидзе, Константин Николаевич        | 1903—1944                                | Начальник артиллерии 2-го стрелкового корпуса                                           | 46-я (28.08.1942 — 25.01.1943), 47-я (25.01 — 16.03.1943), 18-я (16.03.1943 — 6.02.1944) | Битва за Кавказ, Краснодарская, Новороссийско-Таманская наступательные операции, Керченско-Эльтигенская десантная операция, Житомирско-Бердичевская наступательная операция | Умер от болезни 21 февраля 1944 года                                                                          |
|                            | Лопатин, Антон Иванович                 | 1897—1965                                | Командир 31-го стрелкового корпуса                                                      | 37-я (15.11.1941 — 23.06.1942), 9-я (24.06 — 14.07.1942), 62-я (27.07 — 5.09.1942), 34-я (14.10.1942 — 10.03.1943), 11-я (15.02 — 14.07.1943), 20-я (25.09 — 30.10.1943)                                                                       | Ростовская наступательная операция 1941 года, Барвенково-Лозовская наступательная операция, Демянская наступательная операция 1942 года, Воронежско-Ворошиловградская оборонительная операция, Сталинградская битва, Демянская наступательная операция 1943 года | Командир 13-го Гвардейского стрелкового корпуса                                                               |
| Герой Российской Федерации | Лукин, Михаил Фёдорович                 | 1892—1970                                | Командующий 16-й армией                                                                 | 16-я (21.06.1940 — 8.08.1941), 20-я (8.08 — 10.09.1941), 19-я (10.09 — 14.10.1941) | Смоленское сражение, Битва за Москву | Освобождён из плена в апреле 1945 года                                                                        |
|                            | Лучинский, Александр Александрович      | 1900—1990                                | Командир 83-й горнострелковой дивизии                                                   | 28-я (20.05.1944 — 06.1945), 36-я (06 — 28.11.1945) | Белорусская, Восточно-Прусская, Берлинская, Пражская наступательные операции | Командующий 36-й армией                                                                                       |
|                            | Львов, Владимир Николаевич              | 1897—1942                                | Заместитель командующего войсками Закавказского военного округа                         | 51-я | Керченско-Феодосийская десантная операция, Керченская оборонительная операция | Погиб в бою 11 мая 1942 года                                                                                  |
|                            | Любовцев, Илья Михайлович               | 1899—1975                                | Командир 16-й стрелковой дивизии                                                        | 8-я (24.07 — 6.08.1941) | Битва за Ленинград | Освобождён из плена в апреле 1945 года                                                                        |
|                            | Людников, Иван Ильич                    | 1902—1976                                | Командир 200-й стрелковой дивизии                                                       | 39-я | Белорусская, Прибалтийская, Восточно-Прусская наступательные операции, штурм Кёнигсберга | Командующий 39-й армией                                                                                       |
|                            | Ляпин, Пётр Иванович                    | 1894—1954                                | Начальник штаба 10-й армии                                                              | 4-я (3.02 −25.06.1942) | Любанская наступательная операция | Начальник штаба 19-й армии                                                                                    |
|                            | Максимов, Александр Михайлович          | 1901—1952                                | Командир 12-й стрелковой дивизии                                                        | 25-я (25.06.1943 — 28.06.1945) | | Заместитель командующего войсками 1-й Краснознаменной армии                                                   |
|                            | Малиновский, Родион Яковлевич           | 1898—1967                                | Командир 48-го стрелкового корпуса                                                      | 6-я (25.08 — 24.12.1941), 66-я (27.08 — 14.10.1942), 2-я Гвардейская (29.11.1942 — 2.02.1943) | Донбасско-Ростовская оборонительная операция, Сталинградская битва, Ростовская наступательная операция 1943 года | Командующий войсками 2-го Украинского фронта                                                                  |
|                            | Малышев, Пётр Фёдорович                 | 1898—1972                                | Заместитель командира 64-й стрелковой дивизии                                           | 4-я Ударная | Витебская, Белорусская, Мадонская, Прибалтийская наступательные операции, блокада группы армий «Курляндия» | Командующий 4-й ударной армией                                                                                |
|                            | Мамонов, Степан Кириллович              | 1901—1974                                | Командир 22-й стрелковой дивизии                                                        | 15-я (17.10.1942 — 5.09.1945) | Советско-японская война 1945 года | Командующий 15-й армией                                                                                       |
|                            | Манагаров, Иван Мефодьевич              | 1898—1981                                | Командир 8-й кавалерийской дивизии                                                      | 41-я 53-я | Ржевско-Вяземская наступательная операция 1943 года, Белгородско-Харьковская, Черниговско-Полтавская, Нижнеднепровская, Уманско-Ботошанская, Ясско-Кишинёвская, Дебреценская, Будапештская, Западно-Карпатская, Братиславско-Брновская, Пражская наступательные операции | Командующий 53-й армией                                                                                       |
|                            | Марцинкевич, Владимир Николаевич        | 1896—1944                                | Командир 176-й стрелковой дивизии                                                       | 24-я (15.07 — 6.08.1942), 9-я (8 — 28.08.1942) | Сталинградская битва | Погиб в бою 30 июля 1944 года                                                                                 |
|                            | Масленников, Иван Иванович              | 1900—1954                                | Заместитель Наркома внутренних дел                                                      | 29-я (12.07 — 11.12.1941), 39-я (12.12.1941 — 11.06.1942), 42-я (23.12.1943 — 14.03.1944) | Смоленское сражение, Битва за Москву, Ржевско-Вяземская наступательная операция 1942 года , Нижнеднепровская, Ленинградско-Новгородская наступательные операции | Заместитель Главнокомандующего войск на Дальнем Востоке                                                       |
|                            | Маслов, Алексей Гаврилович              | 1901—1967                                | Начальник штаба 9-го механизированного корпуса                                          | 38-я | Барвенково-Лозовская наступательная операция | Начальник Управления по ремонту и снабжению боевых и транспортных машин                                       |
|                            | Мельник, Кондрат Семёнович              | 1900—1971                                | Старший преподаватель Военной академии имени М. В. Фрунзе                               | 44-я 58-я 56-я Отдельная Приморская | Битва за Кавказ, Краснодарская наступательная операция, Керченско-Эльтигенская десантная операция, Крымская наступательная операция | Командующий Отдельной Приморской армией                                                                       |
|                            | Мерецков, Кирилл Афанасьевич            | 1897—1968                                | Заместитель Наркома обороны                                                             | 7-я (24.09 — 9.11.1941), 4-я (9.11 — 16.12.1941), 33-я (4.05 — 8.06.1942), | Битва за Ленинград | Командующий 1-м Дальневосточным фронтом                                                                       |
|                            | Морозов, Василий Иванович               | 1897—1964                                | Командующий 11-й армией                                                                 | 11-я (26.07.1940 — 18.11.1942), 1-я Ударная (18.11.1942 — 2.02.1943), 63-я (8.03 — 14.05.1943) | Приграничное сражение на Северо-Западном фронте, Битва за Ленинград, Контрудар под Старой Руссой, Демянская наступательная операция 1942 года, Демянская наступательная операция 1943 года | Начальник Управления вузов Красной Армии                                                                      |
|                            | Морозов, Степан Ильич                   | 1893—1950                                | Командир 104-й стрелковой дивизии                                                       | 19-я (4.04.1942 — 21.05.1943), 33-я (9.07 — 29.09.1944) | Белорусская наступательная операция | Заместитель командующего 9-й гвардейской армией                                                               |
|                            | Москаленко, Кирилл Семёнович            | 1902—1985                                | Командир 1-й артиллерийской противотанковой бригады РГК                                 | 6-я (24.12.1941 — 16.01.1942), 38-я (6.03 — 24.07.1942, 27.10.1943 — 9.05.1945), 1-я Танковая (24.07 — 9.08.1942), 1-я Гвардейская (11.08 — 3.10.1942), 40-я (25.10.1942 — 7.10.1943).                                                         | Харьковское сражение 1942 года, Воронежско-Ворошиловградская оборонительная операция, Сталинградская битва, Острогожско-Россошанская, Воронежско-Харьковская наступательная операция, Харьковская оборонительная операция, Белгородско-Харьковская операция, Курская битва, Битва за Днепр (Черниговско-Полтавская, Киевская наступательные операции, Киевская оборонительная операция 1943 года), Житомирско-Бердичевская, Проскуровско-Черновицкая, Львовско-Сандомирская, Восточно-Карпатская, Западно-Карпатская, Моравско-Остравская и Пражская наступательные операции | Командующий 38-й армией                                                                                       |
|                            | Москвин, Николай Афанасьевич            | 1901—1997                                | Заместитель начальника штаба Харьковского военного округа                               | 58-я | | Исполняющий должность заместителя начальника штаба Одесского военного округа                                  |
|                            | Музыченко, Иван Николаевич              | 1901—1970                                | Командующий 6-й армией                                                                  | 6-я (26.07.1940 −10.08.1941) | Приграничное сражение на Юго-Западном фронте, Уманская оборонительная операция | Освобождён из плена в апреле 1945 года                                                                        |
|                            | Никишин, Николай Николаевич             | 1896—1974                                | Командир 52-й стрелковой дивизии                                                        | 26-я (4.04.1942 — 17.05.1943) | Оборона Карелии | Командир 119-го стрелкового корпуса                                                                           |
|                            | Никишов, Дмитрий Никитич                | 1898—1973                                | Начальник штаба Ленинградского военного округа                                          | 9-я (18 — 24.06.1942), 57-я (26.06 — 24.07.1942) | | Начальник кафедры Военной академии имени М. В. Фрунзе                                                         |
|                            | Николаев, Иван Фёдорович                | 1890—1944                                | Командир 10-го стрелкового корпуса                                                      | 42-я 70-я | Битва за Ленинград, Полесская наступательная операция | Умер от болезни 18 августа 1944 года                                                                          |
|                            | Новиков, Василий Васильевич             | 1898—1965                                | Командир 28-го механизированного корпуса                                                | 47-я 45-я | Ввод войск в Иран | Командир 7-го гвардейского танкового корпуса                                                                  |
|                            | Озеров, Фёдор Петрович                  | 1899—1971                                | Командир 5-й стрелковой дивизии                                                         | 27-я (1.06.1942 — 29.01.1943 50-я (3.02 — 9.05.1945) | Восточно-Прусская наступательная операция, штурм Кёнигсберга | Командующий 50-й армии                                                                                        |
|                            | Онуприенко, Дмитрий Платонович          | 1906—1977                                | Начальник штаба Московского военного округа                                             | 33-я (16.07 — 25.10.1941) | Вяземская оборонительная операция 1941 года | Командир 24-го стрелкового корпуса                                                                            |
|                            | Панин, Роман Иванович                   | 1897—1949                                | Командир 42-го стрелкового корпуса                                                      | 14-я (30.08.1941 — 27.03.1942) | Оборона Карелии | В распоряжении ГУК НКО                                                                                        |
|                            | Парсегов, Михаил Артемьевич             | 1899—1964                                | Начальник артиллерии Киевского Особого военного округа                                  | 40-я | Воронежско-Ворошиловградская оборонительная операция | Командующий артиллерией Дальневосточного фронта                                                               |
|                            | Парусинов, Филипп Алексеевич            | 1893—1973                                | Командующий 25-й армией                                                                 | 25-я (11.03.1941 — 25.06.1943) | | Командующий Приморской группой войск                                                                          |
|                            | Пархоменко, Феофан Агапович             | 1893—1962                                | Командир 210-й моторизованной дивизии                                                   | 9-я (14.07 — 7.08.1942) | | Заместитель командующего 70-й армией                                                                          |
|                            | Первушин, Алексей Николаевич            | 1905—1975                                | Заместитель командира 156-й стрелковой дивизии                                          | 44-я | Керченско-Феодосийская десантная операция | Заместитель командующего войсками Одесского военного округа                                                   |
|                            | Перхорович, Франц Иосифович             | 1894—1961                                | Преподаватель кафедры боевой подготовки в Институте физической культуры                 | 47-я | Висло-Одерская операция (Варшавско-Познанская), Восточно-Померанская, Берлинская наступательные операции | Командующий 47-й армией                                                                                       |
|                            | Петров, Иван Ефимович                   | 1896—1958                                | Командир механизированного корпуса                                                      | Приморская (5.10.1941 — 30.07.1942, 20.11.1943 — 11.02.1944), 44-я (26.08 — 10.10.1942), 33-я (13.03 — 12.04.1944) | Оборона Крыма, Оборона Севастополя, Битва за Кавказ | Начальник штаба 1-го Украинского фронта                                                                       |
|                            | Петров, Михаил Петрович                 | 1898—1941                                | Командир 17-го механизированного корпуса                                                | 50-я | Смоленское сражение, Орловско-Брянская оборонительная операция | Погиб в бою 10 октября 1941 года                                                                              |
|                            | Петрушевский, Александр Васильевич      | 1898—1976                                | Начальник штаба 13-й армии                                                              | 13-я 46-я | Смоленское сражение, Венская, Пражская наступательные операции | Командующий 46-й армией                                                                                       |
|                            | Подлас, Кузьма Петрович                 | 1893—1942                                | Инспектор пехоты Киевского Особого военного округа                                      | 40-я 57-я | Харьковское сражение 1942 года | Погиб в бою 25 мая 1942 года                                                                                  |
|                            | Поленов, Виталий Сергеевич              | 1901—1968                                | Начальник пограничного отряда войск НКВД                                                | 31-я (15.04.1942 — 27.02.1943), 5-я (27.02 — 24.10.1943), 47-я (27.10.1943 — 7.05.1944) | Ржевско-Сычёвская, Ржевско-Вяземская 1943 года, Смоленская, Оршанская, Полесская наступательные операции | Командир 108-го стрелкового корпуса                                                                           |
|                            | Понеделин, Павел Григорьевич            | 1893—1950                                | Командующий 12-й армией                                                                 | 12-я (11.03 — 10.08.1941) | Приграничное сражение на Юго-Западном фронте, Уманская оборонительная операция | Освобождён из плена в мае 1945 года                                                                           |
|                            | Поплавский, Станислав Гилярович         | 1902—1973                                | Начальник оперативного отделения штаба 162-й стрелковой дивизии                         | 2-я армия Войска Польского 1-я армия Войска Польского | Висло-Одерская, Восточно-Померанская, Берлинская наступательные операции | Командующий 1-й армией Войска Польского                                                                       |
|                            | Попов, Василий Степанович               | 1893—1967                                | Командир 28-го стрелкового корпуса                                                      | 10-я (2.02.1942 — 5.04.1944), 70-я (27.05.1944 — 9.05.1945) | Московская битва, Смоленская, Белорусская (Люблин-Брестская), Восточно-Прусская, Восточно-Померанская, Берлинская наступательные операции | Командующий 70-й армией                                                                                       |
|                            | Попов, Маркиан Михайлович               | 1902—1969                                | Командующий войсками Ленинградского военного округа                                     | 61-я 40-я 5-я Ударная 5-я Танковая | Контрнаступление под Москвой, Воронежско-Ворошиловградская оборонительная операция, Сталинградская битва, Ростовская наступательная операция 1943 года | Начальник штаба Ленинградского фронта                                                                         |
|                            | Потапов, Михаил Иванович                | 1902—1965                                | Командующий 5-й армией                                                                  | 5-я (17.01 — 20.09.1941) | Приграничное сражение на Юго-Западном фронте, Киевская оборонительная операция 1941 года | В конце апреля 1945 года освобождён из плена                                                                  |
|                            | Пронин, Николай Нилович                 | 1895—1967                                | Начальник факультета Военной академии имени М. В. Фрунзе                                | 34-я (16.07 — 3.08.1941) | Контрудар под Старой Руссой | Начальник ГУ всеобщего военного обучения НКО                                                                  |
|                            | Пуркаев, Максим Алексеевич              | 1894—1953                                | Начальник штаба Киевского Особого военного округа                                       | 60-я 3-я Ударная | Торопецко-Холмская наступательная операция, Демянская наступательная операция (1942), Великолукская, Ржевско-Вяземская, Сунгарийская | Командующий войсками Калининского фронта, Дальневосточного фронта                                             |
|                            | Пухов, Николай Павлович                 | 1895—1958                                | Начальник учебного отдела Интендантской академии РККА                                   | 13-я (25.01.1942 — 3.06.1946) | Воронежско-Ворошиловградская оборонительная операция, Воронежско-Касторненская наступательная операция, Курская битва, Орловская, Черниговско-Полтавская, Киевская наступательные операции, Киевская оборонительная операция 1943 года, Житомирско-Бердичевская, Проскуровско-Черновицкая, Львовско-Сандомирская, Висло-Одерская, Нижне-Силезская, Берлинская, Пражская наступательные операции | Командующий 13-й армией                                                                                       |
|                            | Пшенников, Пётр Степанович              | 1895—1941                                | Командующий 23-й армией                                                                 | 23-я (25.05 — 6.08.1941), 8-я (7.08 — 1.09.1941), 3-я (13 — 28.12.1941) | Елецкая наступательная операция (6 — 16 декабря 1941) | Погиб в бою 28 декабря 1941 года                                                                              |
|                            | Разуваев, Владимир Николаевич           | 1900—1980                                | Заместитель начальника штаба Закавказского военного округа                              | 1-я Ударная | Блокада и разгром курляндской группировки | Командующий 1-й ударной армией                                                                                |
|                            | Ракутин, Константин Иванович            | 1902—1941                                | Начальник штаба Прибалтийского пограничного округа                                      | 24-я (15.07 — 7.10.1941) | Смоленское сражение, Ельнинская наступательная операция, Битва за Москву (Вяземская операция) | Погиб в бою 7 октября 1941 года                                                                               |
|                            | Рейтер, Макс Андреевич                  | 1886—1950                                | Заместитель командующего войсками Северо-Кавказского военного округа                    | 20-я (9.03 — 28.09.1942) | Ржевско-Сычёвская наступательная операция | Командующий войсками Южно-Уральского военного округа                                                          |
|                            | Ремезов, Фёдор Никитич                  | 1896—1990                                | Командующий 20-й армией                                                                 | 20-я (25.06 — 5.07.1941), 13-я (8 — 12.07.1941), 56-я (11.11 — 27.12.1941), 45-я (15.04.1942 — 9.05.1945) | Смоленское сражение, Донбасско-Ростовская оборонительная операция и Ростовская наступательная операция 1941 года | Командующий 45-й армией                                                                                       |
|                            | Рогинский, Сергей Васильевич            | 1901—1960                                | Начальник отделения 9-го отдела Генштаба РККА                                           | 54-я 67-я | Ленинградско-Новгородская, Псковско-Островская, Тартуская, Рижская наступательные операции | Командующий 67-й армией                                                                                       |
|                            | Рождественский, Серафим Евгеньевич      | 1904—1963                                | Начальник штаба 40-го стрелкового корпуса                                               | 44-я | | Начальник штаба 9-й гвардейской армии                                                                         |
|                            | Рокоссовский, Константин Константинович | 1896—1968                                | Командир 9-го механизированного корпуса                                                 | 16-я (10.08.1941 — 12.07.1942) | Смоленское сражение, Битва за Москву, Ржевско-Вяземская наступательная операция 1942 года | Командующий войсками 2-го Белорусского фронта                                                                 |
|                            | Романенко, Прокофий Логвинович          | 1897—1949                                | Командующий 17-й армией                                                                 | 17-я (14.01.1941 — 15.05.1942), 3-я Танковая (25.05 — 24.09.1942), 5-я Танковая (1.11 — 27.12.1942), 2-я Танковая (15.01 — 12.02.1943), 48-я (12.02.1943 — 15.12.1944)                                                                         | Операция «Уран» , Орловская, Черниговско-Полтавская, Гомельско-Речицкая, Рогачёвско-Жлобинская , Бобруйская наступательные операции | |
|                            | Романовский, Владимир Захарович         | 1896—1967                                | Помощник командующего войсками Приволжского военного округа                             | 1-я Ударная (23.05 — 18.11.1942), 2-я Ударная (2.12.1942 — 23.12.1943), 42-я (14 — 24.03.1944), 67-я (24.03.1944 — 28.02.1945), 19-я (6.03 — 9.06.1945)                                                                                        | Демянская наступательная операция 1942 года, Операция «Искра» , Псковско-Островская, Тартуская, Рижская, Восточно-Померанская наступательные операции | Командующий 19-й армией                                                                                       |
|                            | Рослый, Иван Павлович                   | 1902—1980                                | Командир 4-й стрелковой дивизии                                                         | 46-я | Битва за Кавказ | Командир 9-го стрелкового корпуса                                                                             |
|                            | Рыбалко, Павел Семёнович                | См. список командующих танковыми армиями | См. список командующих танковыми армиями                                                | См. список командующих танковыми армиями | См. список командующих танковыми армиями | См. список командующих танковыми армиями                                                                      |
|                            | Рыжов, Александр Иванович               | 1895—1950                                | Исполнял должность коменданта 80-го укреплённого района Одесского военного округа       | 56-я (1.07.1942 — 5.01.1943), 18-я (5.01 — 11.02.1943), 46-я (11.02 — 22.03.1943), 47-я (17.03 — 12.07.1943), 37-я (13 — 28.07.1943), 4-я Гвардейская (6.01 — 2.02.1944, 23 — 27.02.1944), 70-я (28.03 — 27.05.1944)                           | Битва за Кавказ, Краснодарская, Кировоградская, Корсунь-Шевченковская, Полесская наступательные операции | Командир 28-го гвардейского стрелкового корпуса                                                               |
|                            | Рябышев, Дмитрий Иванович               | 1894—1985                                | Командир 8-го механизированного корпуса                                                 | 38-я (22.07 — 15.08.1941), 57-я (22.10.1941 — 12.02.1942), 28-я (5.03 — 4.07.1942) 3-я Гвардейская (16.02 — 29.03.1944) | Барвенково-Лозовская наступательная операция, Харьковское сражение 1942 года, Воронежско-Ворошиловградская оборонительная операция, Никопольско-Криворожская наступательная операция | Командир 114-го стрелкового корпуса                                                                           |
|                            | Саввушкин, Михаил Сергеевич             | 1897—1955                                | Командир 31-го стрелкового корпуса                                                      | 15-я (8.11.1941 — 17.10.1942) 1-я Краснознамённая (17.10.1942 — 27.06.1945) | Советско-Японская война 1945 года. | Заместитель командующего 1-й Краснознамённой армией                                                           |
|                            | Сандалов, Леонид Михайлович             | 1900—1987                                | Начальник штаба 4-й армии                                                               | 4-я (30.06 — 23.07.1941) | Смоленское сражение | Начальник штаба 4-го Украинского фронта                                                                       |
|                            | Сверчевский, Кароль                     | 1897—1947                                | Начальник курсов Военной академии имени М. В. Фрунзе                                    | 2-я армия Войска Польского | Берлинская, Пражская наступательные операции | Командующий 2-й армией Войска Польского                                                                       |
|                            | Свиридов, Владимир Петрович             | 1897—1963                                | Начальник артиллерии штаба Ленинградского военного округа                               | 55-я 67-я 42-я | Синявинская, Ленинградско-Новгородская, Псковско-Островская, Рижская наступательные операции | Командующий 42-й армией                                                                                       |
|                            | Селезнёв, Дмитрий Михайлович            | 1897—1960                                | Командир 53-го стрелкового корпуса                                                      | 43-я (22.08 — 2.09.1941), 22-я (16.12.1942 — 4.03.1943), 4-я Ударная (9.04 — 18.05.1943) | Смоленское сражение, Ржевско-Вяземская наступательная операция 1943 года | Заместитель командующего войсками Приволжского военного округа                                                |
|                            | Сергацков, Василий Фадеевич             | 1898—1975                                | Старший преподаватель Академии Генштаба РККА                                            | 46-я | | Начальник кафедры Военной академии имени М. В. Фрунзе                                                         |
|                            | Симоняк, Николай Павлович               | 1901—1956                                | Командир 8-й отдельной стрелковой бригады                                               | 3-я Ударная 67-я | Прибалтийская, Висло-Одерская (Варшавско-Познанская), Восточно-Померанская наступательные операции | Командующий 67-й армией                                                                                       |
|                            | Сквирский, Лев Соломонович              | 1903—1990                                | Начальник штаба 14-й армии                                                              | 26-я (17.05.1943 — 16.01.1945) | Будапештская наступательная операция | Начальник штаба Белорусского военного округа                                                                  |
|                            | Смирнов, Андрей Кириллович              | 1895—1941                                | Командующий войсками Харьковского военного округа                                       | 18-я (26.06 — 8.10.1941) | Приграничное сражение в Молдавии, Уманская, Донбасско-Ростовская оборонительные операции | Застрелился 8 октября 1941 года при выходе из окружения                                                       |
|                            | Смирнов, Илья Корнилович                | 1887—1964                                | Начальник управления вузов Красной Армии                                                | 18-я (12.02 — 25.04.1942), 24-я (12.05 — 15.07.1942), 4-я Гвардейская (3-22.02.1944) | Корсунь-Шевченковская наступательная операция | Командующий войсками Львовского военного округа                                                               |
|                            | Собенников, Пётр Петрович               | 1894—1960                                | Командующий 8-й армией                                                                  | 8-я (11.03 — 30.06.1941), 43-я (5.09 — 10.10.1941) | Приграничное сражение на Северо-Западном фронте, Битва за Москву | Заместитель командующего 3-й армией                                                                           |
|                            | Советников, Иван Герасимович            | 1897—1957                                | Помощник командующего войсками Киевского Особого военного округа по укрепленным районам | 34-я (22.06.1943 — 15.01.1944), 4-я (15.01.1944 — 9.05.1945) | Сталинградская битва | Командующий 4-й армии                                                                                         |
|                            | Соколов, Григорий Григорьевич           | 1904—1973                                | Начальник Главного управления Пограничных войск НКВД                                    | 26-я (30.10 — 18.12.1941), 2-я Ударная (25.12.1941 — 10.01.1942) | | Начальник вузов войск НКВД                                                                                    |
|                            | Сокольский, Александр Кузьмич           | 1903—1979                                | Начальник артиллерии 74-й стрелковой дивизии                                            | 12-я (4 — 13.09.1942) | | Командующий артиллерией 2-го Белорусского фронта                                                              |
|                            | Софронов, Георгий Павлович              | 1893—1973                                | 1-й Заместитель командующего войсками Прибалтийского Особого военного округа            | Приморская армия | Оборона Одессы | Помощник командующего войсками 3-го Белорусского фронта по формированиям                                      |
|                            | Стариков, Филипп Никанорович            | 1896—1980                                | Старший инспектор Инспекции пехоты РККА                                                 | 8-я (22.04.1942 — 9.07.1945). | Синявинская наступательная операция, Битва за Ленинград, Операция «Искра», Ленинградско-Новгородская, Нарвская, Таллинская, Моонзундская наступательные операции | Командующий 8-й армией                                                                                        |
|                            | Субботин, Алексей Иванович              | 1899—1953                                | Заместитель начальника штаба Ленинградского военного округа                             | Ленинградская армия народного ополчения | | Начальник штаба Белорусского военного округа                                                                  |
|                            | Сухомлин, Александр Васильевич          | 1900—1970                                | Начальник кафедры Академии Генштаба Красной Армии                                       | 8-я (28.01 — 22.04.1942), 54-я (22.04 — 11.03.1943), 10-я Гвардейская (11.09.1943 — 20.01.1944) | Смоленская наступательная операция, Оршанская | 1-й заместитель начальника Военной академии имени М. В. Фрунзе                                                |
|                            | Тарасов, Герман Фёдорович               | 1906—1944                                | Начальник штаба Забайкальского пограничного отряда                                      | 41-я (16.05 — 24.12.1942) 70-я (23.10.1942 — 2.04.1943), 24-я (12 — 17.04.1943), 53-я (9.12.1943 — 5.01.1944) | Кировоградская наступательная операция | Погиб в бою 19 октября 1944 года                                                                              |
|                            | Терёхин, Макар Фомич                    | 1896—1967                                | Командующий 2-й Краснознамённой армией                                                  | 2-я Краснознамённая (11.03.1941 — 4.09.1945) | Маньчжурская операция (9 августа — 2 сентября 1945) | Командующий 2-й Краснознамённой армией                                                                        |
|                            | Толбухин, Фёдор Иванович                | 1894—1949                                | Начальник штаба Закавказского военного округа                                           | 57-я 68-я | Сталинградская битва Старорусская наступательная операция | Командующий войсками 3-го Украинского фронта                                                                  |
|                            | Трофименко, Сергей Георгиевич           | 1899—1953                                | Командующий войсками Среднеазиатского военного округа                                   | 53-я (29.08 — 30.10.1941), 32-я (10.03 — 15.06.1942), 7-я (4.07.1942 — 22.01.1943), 27-я (29.01.1943 — 9.07.1945) | Демянская наступательная операция 1943 года, Белгородско-Харьковская, Черниговско-Полтавская, Киевская наступательные операции, Киевская оборонительная операция 1943 года, Житомирско-Бердичевская, Корсунь-Шевченковская, Уманско-Ботошанская, Ясско-Кишинёвская, Дебреценская, Будапештская, Западно-Карпатская, Венская наступательные операции. Балатонская оборонительная операция | Командующий 27-й армией                                                                                       |
|                            | Трубников, Кузьма Петрович              | 1888—1974                                | Начальник курса Высших курсов «Выстрел»                                                 | 10-я Гвардейская | Смоленская наступательная операция | Заместитель командующего 2-м Белорусским фронтом                                                              |
|                            | Труфанов, Николай Иванович              | 1900—1982                                | Начальник штаба 28-го механизированного корпуса                                         | 51-я | Сталинградская битва, Битва за Кавказ, Ростовская наступательная операция 1943 года | Командир 25-го стрелкового корпуса                                                                            |
|                            | Тюленев, Иван Владимирович              | 1892—1978                                | Командующий войсками Московского военного округа                                        | 28-я (15.11.1941 — 4.03.1942) | | Командующий Закавказским фронтом                                                                              |
|                            | Тюрин, Александр Алексеевич             | 1896—1976                                | Заместитель командующего войсками Орловского военного округа                            | 20-я (29.09 — 10.10.1942) | | Командир 81-го стрелкового корпуса                                                                            |
|                            | Федюнинский, Иван Иванович              | 1900—1977                                | Командир 15-го стрелкового корпуса                                                      | 32-я (23.08 — 21.09.1941), 42-я (16.09 — 24.10.1941), 54-я (27.10.1941 — 22.04.1942), 5-я (25.04 — 15.10.1942), 11-я (14.07 — 20.12.1943), 2-я ударная (24.12.1943 — 9.05.1945)                                                                | Битва за Ленинград, Любанская, Орловская, Брянская, Гомельско-Речицкая, Ленинградско-Новгородская, Нарвская, Таллинская, Восточно-Прусская, Восточно-Померанская, Берлинская наступательные операции. | Командующий 2-й ударной армией                                                                                |
|                            | Фекленко, Николай Владимирович          | 1901—1951                                | Командир 19-го механизированного корпуса                                                | 38-я | Киевская оборонительная операция 1941 года | Начальник Главного управления формирования и подготовки бронетанковых и механизированных войск Красной Армии. |
|                            | Филатов, Александр Алексеевич           | 1895—1956                                | Командир 46-й стрелковой дивизии                                                        | 37-я (21.07 — 13.08.1943) | | Исполняющий должность командира 12-го гвардейского стрелкового корпуса                                        |
|                            | Филатов, Пётр Михайлович                | 1893—1941                                | Командующий 13-й армией                                                                 | 13-я (25.05 — 8.07.1941) | Приграничное сражение на Западном фронте | Смертельно ранен 8 июля 1941 года                                                                             |
|                            | Филипповский, Михаил Сергеевич          | 1896—1956                                | Преподаватель Академии Генштаба                                                         | 46-я | Будапештская наступательная операция | Командир 104-го стрелкового корпуса                                                                           |
|                            | Фоменко, Сергей Степанович              | 1902—1991                                | Заместитель командующего войсками Забайкальского военного округа                        | 36-я (26.07.1941 — 06.1945) | | Заместитель командующего 36-й армией                                                                          |
|                            | Фролов, Валериан Александрович          | 1895—1961                                | Командующий 14-й армией                                                                 | 14-я (25.10.1939 — 30.08.1941) | Оборона Заполярья | Командующий войсками Беломорского военного округа                                                             |
|                            | Хадеев, Александр Александрович         | 1894—1957                                | Командир 40-го стрелкового корпуса                                                      | 44-я 46-я | Ввод войск в Иран | Заместитель командующего войсками Закавказского фронта                                                        |
|                            | Халюзин, Григорий Алексеевич            | 1897—1975                                | Командир 33-го стрелкового корпуса                                                      | 48-я | Воронежско-Ворошиловградская операция, Малоархангельская операция | Командир 9-го гвардейского стрелкового корпуса                                                                |
|                            | Харитонов, Андрей Александрович         | 1895—1967                                | Начальник штаба 23-го стрелкового корпуса                                               | 45-я | | Начальник штаба Московского военного округа                                                                   |
|                            | Харитонов, Фёдор Михайлович             | 1899—1943                                | Начальник отдела Управления боевой подготовки штаба Московского военного округа         | 9-я (9.09.1941 — 20.05.1942), 6-я (8.07.1942 — 20.05.1943) | Донбасско-Ростовская оборонительная операция, Ростовская наступательная операция 1941 года, Барвенково-Лозовская наступательная операция, Воронежско-Ворошиловградская оборонительная операция, Ворошиловградская наступательная операция, Сталинградская битва, Острогожско-Россошанская наступательная операция, Харьковская оборонительная операция | Умер от болезни 28 мая 1943 года                                                                              |
|                            | Хетагуров, Георгий Иванович             | 1903—1975                                | Начальник артиллерии 21-го механизированного корпуса                                    | 3-я гвардейская | Оборонительныи бои на Северском Донце | Командир 29-го гвардейского стрелкового корпуса                                                               |
|                            | Хозин, Михаил Семёнович                 | 1896—1979                                | Начальник Военной академии имени М. В. Фрунзе                                           | 54-я (26.09 — 26.10.1941), 33-я (8.06 — 18.10.1942), 20-я (4.12.1942 — 5.01.1943) | Битва за Ленинград | Командующий войсками Приволжского военного округа                                                             |
|                            | Хоменко, Василий Афанасьевич            | 1899—1943                                | Заместитель командующего войсками Киевского Особого военного округа по охране тыла      | 30-я (13.07 — 1.11.1941), 24-я (7 — 28.08.1942), 44-я (25.11.1942 — 9.11.1943) | Смоленское сражение, Битва за Москву, Сталинградская битва, Битва за Кавказ, Ростовская наступательная операция 1943 года, Донбасская, Мелитопольская наступательные операции | Погиб в бою 9 ноября 1943 года                                                                                |
|                            | Хрящев, Андрей Алексеевич               | 1900—1982                                | Заместитель начальника штаба Закавказского военного округа                              | 44-я | | Начальник штаба 45-й армии                                                                                    |
|                            | Цветаев, Вячеслав Дмитриевич            | 1893—1950                                | Начальник кафедры Военной академии имени М. В. Фрунзе                                   | 5-я Ударная (26.12.1942 — 27.05.1944), 6-я (12 — 28.09.1944), 33-я (29.09.1944 — 9.07.1945) | Сталинградская битва, Ростовская наступательная операция 1943 года, Донбасская, Мелитопольская, Никопольско-Криворожская, Березнеговато-Снигирёвская, Одесская, Варшавско-Познанская, Берлинская наступательные операции | Командующий 33-й армией                                                                                       |
|                            | Цыганов, Виктор Викторович              | 1896—1944                                | Начальник факультета Интендантской академии Красной Армии                               | 38-я 56-я | Воронежско-Ворошиловградская оборонительная операция | Умер от болезни 25 июня 1944 года                                                                             |
|                            | Чанчибадзе, Порфирий Георгиевич         | 1901—1950                                | Командир 120-го стрелкового полка                                                       | 2-я гвардейская | Шяуляйская, Прибалтийская, Восточно-Прусская наступательные операции | Командующий 2-й гвардейской армией                                                                            |
|                            | Черевиченко, Яков Тимофеевич            | 1894—1976                                | Командующий 9-й армией                                                                  | 9-я (22.06 — 9.09.1941) 21-я (27.09 — 4.10.1941) 51-я (22 — 26.07.1942) 5-я (15.10.1942 — 27.02.1943) | Приграничное сражение в Молдавии | Командир 7-го стрелкового корпуса                                                                             |
|                            | Черемисов, Леонтий Георгиевич           | 1893—1967                                | Командующий 15-й армией                                                                 | 15-я (22.06.1940 — 8.11.1941), 16-я (8.09.1943 — 8.10.1945) | Советско-Японская война 1945 года | Командующий 16-й армией                                                                                       |
|                            | Черепанов, Александр Иванович           | 1895—1984                                | Старший преподаватель Академии Генштаба                                                 | 23-я (9.09.1941 — 24.01.1943, 02.1943 — 3.07.1944), 67-я (24.01 — 02.1943) | Битва за Ленинград, Выборгская наступательная операция | Помощник председателя Союзной контрольной комиссии в Болгарии                                                 |
|                            | Черняк, Степан Иванович                 | 1899—1976                                | Командир 3-го стрелкового корпуса                                                       | 46-я Отдельная Приморская 44-я | Ввод войск в Иран, Оборона Севастополя, Керченская оборонительная операция | Командир 41-й стрелковой дивизии                                                                              |
|                            | Черняховский, Иван Данилович            | 1906—1945                                | Командир 28-й танковой дивизии                                                          | 60-я | Воронежско-Касторненская, Черниговско-Полтавская, Киевская наступательные операции, Киевская оборонительная операция 1943 года, Житомирско-Бердичевская, Ровно-Луцкая, Проскуровско-Черновицкая наступательные операции | Смертельно ранен 18 февраля 1945 года Командующий войсками 3-го Белорусского фронта                           |
|                            | Чибисов, Никандр Евлампиевич            | 1892—1959                                | Командующий войсками Одесского военного округа                                          | 38-я 3-я ударная 1-я ударная | Воронежско-Харьковская наступательная операция, Курская битва, Белгородско-Харьковская, Черниговско-Полтавская, Ленинградско-Новгородская наступательные операции | Начальник Военной академии имени М. В. Фрунзе                                                                 |
|                            | Чистов, Владимир Афанасьевич            | 1899—1958                                | Начальник Рижского пехотного училища                                                    | 10-я гвардейская | | Заместитель командира 7-го стрелкового корпуса                                                                |
|                            | Чистяков, Иван Михайлович               | 1900—1979                                | Командир 39-го стрелкового корпуса                                                      | 1-я Гвардейская (3 — 20.10.1942), 21-я (15.10.1942 — 1.05.1943), 6-я Гвардейская (1.05.1943 — 9.05.1945), 25-я (28.06 — 5.09.1945) | Сталинградская битва, Курская битва, Белгородско-Харьковская, Черниговско-Полтавская, Ленинградско-Новгородская, Белорусская, Прибалтийская наступательные операции | Командующий 25-й армией                                                                                       |
|                            | Чуйков, Василий Иванович                | 1900—1982                                | Военный атташе в Китае                                                                  | 64-я 62-я 8-я Гвардейская | Сталинградская битва, Изюм-Барвенковская, Донбасская, Нижнеднепровская, Никопольско-Криворожская, Березнеговато-Снигирёвская, Одесская, Люблин-Брестская, Висло-Одерская, Берлинская наступательные операции | Командующий 8-й Гвардейской армией                                                                            |
|                            | Шарапов, Владимир Максимович            | 1895—1972                                | Начальник ГУ конвойных войск НКВД СССР                                                  | 70-я | | Начальник штаба 40-й армии                                                                                    |
|                            | Шарохин, Михаил Николаевич              | 1898—1974                                | Начальник отдела Оперативного управления Генштаба                                       | 37-я (28.08.1943 — 29.10.1944), 57-я (29.10.1944 — 9.05.1945) | Нижнеднепровская, Никопольско-Криворожская, Березнеговато-Снигирёвская, Одесская, Ясско-Кишинёвская, Будапештская наступательные операции, Балатонская оборонительная, Венская наступательная операции | Командующий 57-й армией                                                                                       |
|                            | Шафранов, Пётр Григорьевич              | 1901—1972                                | Начальник отдела Комитета обороны при СНК СССР                                          | 5-я (16.10 — 15.12.1944), 31-я (15.12.1944 — 11.05.1945) | Восточно-Прусская, Пражская наступательные операции | Командующий 31-й армией                                                                                       |
|                            | Швецов, Василий Иванович                | 1898—1958                                | Командир 133-й стрелковой дивизии                                                       | 29-я (11.12.1941 — 8.09.1942), 4-я Ударная (18.05 — 30.12.1943), 21-я (25.02 — 28.04.1944), 23-я (3.07.1944 — 9.05.1945). | Контрнаступление под Москвой, Ржевско-Вяземская наступательная операция 1942 года, Ржевско-Сычёвская, Выборгская наступательные операции | Командующий 23-й армией                                                                                       |
|                            | Шевалдин, Трифон Иванович               | 1888—1954                                | Заместитель генерал-инспектора пехоты КраснойАрмии                                      | 8-я (24.09 — 28.11.1941) | Битва за Ленинград | Командующий войсками Архангельского военного округа                                                           |
|                            | Шерстюк, Гавриил Игнатьевич             | 1891—1953                                | Командир 45-й стрелковой дивизии                                                        | 38-я | Оборонительные бои в районе Волчанская и Балаклеи | Заместитель командующего 40-й армией                                                                          |
|                            | Шлёмин, Иван Тимофеевич                 | 1898—1969                                | Начальник штаба 11-й армии                                                              | 5-я Танковая (21.01 — 20.04.1943), 12-я (20.04 — 19.05.1943), 6-я (21.05.1943 — 28.05.1944), 46-я (27.05.1944 — 16.01.1945) | Ростовская наступательная операция 1943 года, Ворошиловградская, Донбасская, Никопольско-Криворожская, Березнеговато-Снигирёвская, Одесская, Ясско-Кишинёвская, Дебреценская, Белградская, Будапештская наступательные операции | С января 1945 на лечении                                                                                      |
|                            | Шумилов, Михаил Степанович              | 1895—1975                                | Командир 11-го стрелкового корпуса                                                      | 64-я 7-я Гвардейская | Сталинградская битва, Курская битва, Белгородско-Харьковская, Черниговско-Полтавская, Нижнеднепровская, Битва за Днепр, Кировоградская, Уманско-Ботошанская, Ясско-Кишинёвская, Дебреценская, Будапештская, Братиславско-Брновская, Пражская наступательные операции | Командующий 7-й гвардейской армией                                                                            |
|                            | Щербаков, Владимир Иванович             | 1901—1981                                | Командир 50-го стрелкового корпуса                                                      | 42-я (5.08 — 1.09.1941), 8-я (1 — 24.09.1941), 14-я (28.03.1942 — 9.07.1945) | Битва за Ленинград, Петсамо-Киркенесская наступательная операция | Командующий 14-й армией                                                                                       |
|                            | Юшкевич, Василий Александрович          | 1897—1951                                | Командир 44-го стрелкового корпуса                                                      | 22-я (28.08 — 19.10.1941, 8.04 — 15.12.1942, 5.03.1943 — 5.04.1944), 31-я (21.10.1941 — 19.03.1942), 3-я Ударная (6.04 — 15.08.1944) | Смоленское сражение, Битва за Москву, Ржевско-Вяземская наступательная операция 1942 года , Ржевско-Вяземская наступательная операция 1943 года , Ленинградско-Новгородская, Режицко-Двинская, Мадонская наступательные операции | Командующий войсками Одесского военного округа                                                                |
|                            | Яковлев, Всеволод Фёдорович             | 1895—1974                                | 1-й заместитель командующего войсками Киевского Особого военного округа                 | 4-я (26.09 — 9.11.1941), 52-я (10.01.1942 — 20.07.1943) | Битва за Ленинград, Любанская наступательная операция | В распоряжении ГУК НКО                                                                                        |

## Командующие танковыми армиями
|  | Полное имя                    | Годы жизни | Должность в начале войны                                            | Армии                                                   | Сражения и операции, проведённые в должности командарма | Должность в конце войны (для погибших обстоятельства смерти)                                                        |
|  | ----------------------------- | ---------- | ------------------------------------------------------------------- | ------------------------------------------------------- | --- | --- |
|  | Баданов, Василий Михайлович   | 1895—1971  | Командир 55-й танковой дивизии                                      | 4-я танковая                                            | Орловская наступательная операция | Начальник управления вузов ГУ формирования и боевой подготовки бронетанковых и механизированных войск Красной Армии |
|  | Богданов, Семён Ильич         | 1894—1960  | Командир 30-й танковой дивизии                                      | 2-я танковая 2-я гвардейская танковая                   | Черниговско-Полтавская, Корсунь-Шевченковская, Уманско-Ботошанская, Висло-Одерская, Восточно-Померанская, Берлинская наступательные операции | Командующий 2-й гвардейской танковой армией                                                                         |
|  | Вольский, Василий Тимофеевич  | 1897—1946  | Помощник начальника Военной академии механизации и моторизации РККА | 5-я гвардейская танковая                                | Белорусская, Прибалтийская, Восточно-Прусская наступательные операции | На лечении |
|  | Катуков, Михаил Ефимович      | 1900—1976  | Командир 20-й танковой дивизии                                      | 1-я танковая 1-я гвардейская танковая                   | Курская битва, Белгородско-Харьковская, Черниговско-Полтавская, Житомирско-Бердичевская, Проскуровско-Черновицкая, Львовско-Сандомирская, Висло-Одерская, Восточно-Померанская, Берлинская наступательные операции | Командующий 1-й гвардейской танковой армией                                                                         |
|  | Кравченко, Андрей Григорьевич | 1899—1963  | Начальник штаба 18-го механизированного корпуса                     | 6-я гвардейская танковая                                | Корсунь-Шевченковская, Уманско-Ботошанская, Ясско-Кишинёвская, Дебреценская, Будапештская, Венская, Братиславско-Брновская, Пражская наступательные операции | Командующий 6-й гвардейской танковой армией                                                                         |
|  | Лизюков, Александр Ильич      | 1900—1942  | Исполняющий должность заместителя командира 36-й танковой дивизии   | 5-я танковая                                            | Воронежско-Ворошиловградская оборонительная операция | Погиб в бою 23 июля 1942 года                                                                                       |
|  | Радзиевский, Алексей Иванович | 1911—1978  | Начальник штаба 53-й кавалерийской дивизии                          | 2-я танковая 2-я гвардейская танковая                   | Люблин-Брестская наступательная операция | Начальник штаба 2-й гвардейской танковой армии                                                                      |
|  | Родин, Алексей Григорьевич    | 1902—1955  | Заместитель командира 24-й танковой дивизии                         | 2-я танковая                                            | Курская битва, Орловская, Черниговско-Полтавская наступательные операции | Командующий бронетанковыми и механизированными войсками 3-го Белорусского фронта                                    |
|  | Ротмистров, Павел Алексеевич  | 1901—1982  | Начальник штаба 3-го механизированного корпуса                      | 5-я гвардейская танковая                                | Курская битва, Белгородско-Харьковская, Нижнеднепровская, Кировоградская, Корсунь-Шевченковская, Уманско-Ботошанская, Белорусская наступательные операции | Заместитель командующего БТ и МВ Красной Армии                                                                      |
|  | Рыбалко, Павел Семёнович      | 1894—1948  | В распоряжении Разведывательного управления Генштаба                | 5-я танковая 3-я танковая 57-я 3-я гвардейская танковая | Воронежско-Харьковская наступательная операция, Харьковская оборонительная операция, Орловская, Киевская наступательные операции, Киевская оборонительная операция 1943 года, Житомирско-Бердичевская, Проскуровско-Черновицкая, Львовско-Сандомирская, Висло-Одерская, Нижне-Силезская, Берлинская, Пражская наступательные операции | Командующий 3-й гвардейской танковой армией                                                                         |
|  | Синенко, Максим Денисович     | 1902—1991  | Командир 54-й танковой дивизии                                      | 5-я гвардейская танковая                                | Восточно-Прусская наступательная операция | Исполняющий обязанности командующего 5-й гвардейской танковой армией                                                |
|  | Соломатин, Михаил Дмитриевич  | 1894—1986  | Командир 45-й танковой дивизии                                      | 5-я гвардейская танковая                                | Каунасская наступательная операция | Начальник штаба Управления командующего БТ и МВ Красной Армии                                                       |

## Командующие армиями ПВО
|  | Полное имя                     | Годы жизни | Должность в начале войны                                        | Армии                                                                             | Сражения и операции, проведённые в должности командарма | Должность в конце войны                                                             |
|  | ------------------------------ | ---------- | --------------------------------------------------------------- | --------------------------------------------------------------------------------- | ------------------------------------------------------- | ----------------------------------------------------------------------------------- |
|  | Бескровнов, Пётр Максимович    | 1900—1955  | Заместитель командира 3-го корпуса ПВО                          | Бакинская армия ПВО                                                               | Битва за Кавказ                                         | Командир 8-го корпуса ПВО                                                           |
|  | Борман, Александр Владимирович | 1902—1982  | Командир 19-й авиационной дивизии                               | 1-я истребительная воздушная армия ПВО                                            |                                                         | Заместитель командующего 5-й воздушной армией                                       |
|  | Герасимов, Антон Владимирович  | 1900—1978  | Первый заместитель командующего войсками Московского фронта ПВО | Приморская армия ПВО                                                              | Харбино-Гиринская наступательная операция               | Командующий Приморской армией ПВО                                                   |
|  | Журавлёв, Даниил Арсентьевич   | 1900—1974  | Командир 1-го корпуса ПВО                                       | Особая Московская армия ПВО                                                       |                                                         | Командующий Западным фронтом ПВО                                                    |
|  | Зашихин, Гавриил Савельевич    | 1898—1950  | Начальник ПВО Краснознамённого Балтийского флота                | Ленинградская армия ПВО                                                           | Битва за Ленинград                                      | Командующий Юго-Западным фронтом ПВО                                                |
|  | Макеев, Семён Ильич            | 1898—1987  | Начальник Управления боевой подготовки ГУ ПВО Красной Армии     | Ленинградская армия ПВО                                                           | Битва за Ленинград                                      | Командующий Ленинградской армией ПВО                                                |
|  | Марков, Николай Васильевич     | 1902—1980  | Командир 11-й бригады ПВО                                       | Бакинская армия ПВО                                                               |                                                         | Командующий Бакинской армией ПВО                                                    |
|  | Митенков, Алексей Иванович     | 1909—1978  | Исполнял должность заместителя командира 6-го иак               | 1-я воздушная истребительная армия ПВО                                            |                                                         | Командующий 1-й воздушной истребительной армией ПВО                                 |
|  | Пестов, Серафим Александрович  | 1905—1966  | Командир 95-го лбап                                             | Временно исполнял должность командующего 1-й воздушной истребительной армией ПВО. |                                                         | Временно исполняющий должность командующего 1-й воздушной истребительной армией ПВО |
|  | Поляков, Яков Корнеевич        | 1895—1963  | Командующий Дальневосточной зоной ПВО                           | Приамурская армия ПВО                                                             | Южно-Сахалинская операция, Сунгарийская операция        | Командующий Приамурской армией ПВО                                                  |
|  | Рожков, Пётр Фролович          | 1900—1962  | Командир 189-го зенитно-артиллерийского полка                   | Ленинградская армия ПВО Забайкальская армия ПВО                                   | Битва за Ленинград                                      | Командующий Забайкальской армией ПВО                                                |

## Командующие воздушными армиями
|  | Полное имя                        | Годы жизни | Должность в начале войны                                                              | Армии                                                 | Сражения и операции, проведённые в должности командарма | Должность в конце войны                                         |
|  | --------------------------------- | ---------- | ------------------------------------------------------------------------------------- | ----------------------------------------------------- | --- | --------------------------------------------------------------- |
|  | Белецкий, Евгений Михайлович      | 1905—1984  | Командир 73-й истребительной авиационной дивизии                                      | 1-я истребительная авиационная армия                  | | Командир 1-го гвардейского истребительного авиационного корпуса |
|  | Бибиков, Василий Николаевич       | 1910—1989  | Командующий ВВС 2-й Отдельной Краснознаменной армии                                   | 11-я воздушная                                        | | Командир 18-го смешанного авиационного корпуса                  |
|  | Вершинин, Константин Андреевич    | 1900—1973  | Начальник Высших авиационных курсов усовершенствовани лётного состава                 | 4-я воздушная                                         | Воронежско-Ворошиловградская оборонительная операция, Битва за Кавказ, Ростовская наступательная операция 1943 года, Новороссийско-Таманская наступательная операция, Керченско-Эльтигенская десантная операция, Крымская, Белорусская, Восточно-Прусская, Восточно-Померанская, Берлинская наступательные операции | Командующий 4-й воздушной армией                                |
|  | Виноградов, Василий Александрович | 1905—1962  | Командир 33-й дальнебомбардировочной авиационной дивизии                              | 10-я воздушная 9-я воздушная                          | | Командующий 9-й воздушной армией                                |
|  | Голованов, Александр Евгеньевич   | 1904—1975  | Командир 212-го отдельного дальнебомбардировочного полка                              | 18-я воздушная                                        | Висло-Одерская, Восточно-Прусская, Берлинская наступательные операции | Командующий 18-й воздушной армией                               |
|  | Горюнов, Сергей Кондратьевич      | 1899—1967  | Командующий ВВС Харьковского военного округа                                          | 5-я воздушная                                         | Битва за Кавказ, воздушные сражения на Кубани, Краснодарская, Белгородско-Харьковская, Черниговско-Полтавская, Нижнеднепровская, Кировоградская, Корсунь-Шевченковская, Уманско-Ботошанская, Ясско-Кишинёвская, Дебреценская, Белградская, Будапештская, Западно-Карпатская, Венская, Братиславско-Брновская, Пражская наступательные операции | Командующий 5-й воздушной армией                                |
|  | Громов, Михаил Михайлович         | 1899—1985  | Начальник ЛИИ                                                                         | 3-я воздушная 1-я воздушная                           | Ржевско-Сычёвская, Великолукская, Ржевско-Вяземская, Орловская, Смоленская, Оршанская, Витебская, Белорусская наступательные операции | Начальник ГУ боевой подготовки фронтовой авиации                |
|  | Жданов, Василий Николаевич        | 1896—1956  | Командующий ВВС 23-й армии                                                            | 8-я воздушная                                         | Львовско-Сандомирская, Восточно-Карпатская, Западно-Карпатская, Моравско-Остравская, Пражская наступательные операции | Командующий 8-й воздушной армией                                |
|  | Журавлёв, Иван Петрович           | 1905—1989  | Заместитель командующего ВВС Ленинградского военного округа                           | 14-я воздушная                                        | Синявинская наступательная операция, Операция «Искра» , Ленинградско-Новгородская, Псковско-Островская, Тартуская, Прибалтийская наступательные операции | Командующий 14-й воздушной армией                               |
|  | Кондратюк, Даниил Фёдорович       | 1896—1956  |                                                                                       | 6-я воздушная                                         | | Командующий ВВС Приволжского военного округа                    |
|  | Красовский, Степан Акимович       | 1897—1983  | Командующий ВВС Северо-Кавказского военного округа                                    | 2-я воздушная 17-я воздушная                          | Воронежско-Ворошиловградская оборонительная операция, Сталинградская битва, Ростовская наступательная операция 1943 года, Ворошиловградская наступательная операция, Харьковская оборонительная операция, Курская битва, Белгородско-Харьковская наступательная операция, Днепровская воздушно-десантная операция, Битва за Днепр, Житомирско-Бердичевская, Корсунь-Шевченковская, Львовско-Сандомирская, Восточно-Карпатская, Висло-Одерская, Нижне-Силезская, Верхне-Силезская Берлинская, Пражская наступательные операции | Командующий 2-й воздушной армией                                |
|  | Куцевалов, Тимофей Фёдорович      | 1904—1975  | Командующий ВВС Ленинградского военного округа                                        | 1-я воздушная 12-я воздушная                          | | Командующий 12-й воздушной армией                               |
|  | Науменко, Николай Фёдорович       | 1901—1967  | Командующий ВВС Орловского военного округа                                            | 4-я воздушная 15-я воздушная                          | Новороссийская оборонительная операция, Битва за Кавказ, Краснодарская наступательная операция, воздушные сражения на Кубани, Орловская, Брянская, Ленинградско-Новгородская, Мадонская, Прибалтийская, Восточно-Прусская наступательные операции | Командующий 15-й воздушной армией                               |
|  | Папивин, Николай Филиппович       | 1903—1963  | Командир 1-й резервной авиационной бригады                                            | 3-я воздушная                                         | Смоленская, Невельская, Городокская, Витебская, Белорусская, Прибалтийская, Восточно-Прусская наступательные операции | Командующий 3-й воздушной армией                                |
|  | Полынин, Фёдор Петрович           | 1906—1981  | Командир 13-й бомбардировочной авиационной дивизии                                    | 6-я воздушная                                         | Демянская наступательная операция 1943 года, Полесская, Белорусская наступательная операция | командующий ВВС Войска Польского                                |
|  | Пятыхин, Иван Гаврилович          | 1904—1971  | Командир 75-й смешанной авиационной дивизии                                           | 15-я воздушная                                        | Воронежско-Касторненская наступательная операция | Командующий ВВС Харьковского военного округа                    |
|  | Руденко, Сергей Игнатьевич        | 1904—1990  | Командир 31-й авиационной дивизии                                                     | 16-я воздушная                                        | Сталинградская битва, Курская битва, Орловская, Черниговско-Полтавская, Гомельско-Речицкая, Рогачёвско-Жлобинская , Белорусская, Висло-Одерская, Восточно-Померанская, Берлинская наступательные операции | Командующий 16-й воздушной армией                               |
|  | Рыбальченко, Степан Дмитриевич    | 1903—1986  | Заместитель начальника штаба ВВС Ленинградского военного округа                       | 13-я воздушная                                        | Операция «Искра» , Ленинградско-Новгородская, Нарвская, Выборгско-Петрозаводская, Прибалтийская наступательные операции | Командующий 13-й воздушной армией                               |
|  | Рязанов, Василий Георгиевич       | 1901—1951  | Начальник учебного отдела Военной академии командного и штурманского состава ВВС РККА | 2-я истребительная авиационная армия                  | | Командир 1-го гвардейского штурмового авиационного корпуса      |
|  | Сенаторов, Александр Сергеевич    | 1912—1993  | Командующий ВВС 1-й Краснознамённой армии                                             | 9-я воздушная                                         | | Заместитель командующего 16-й воздушной армией                  |
|  | Слобожан, Давид Яковлевич         | 1904—1973  | Командир 53-й дальнебомбардировочной авиационной дивизии                              | 10-я воздушная                                        | | Исполняющий должность командующего 10-й воздушной армией        |
|  | Смирнов, Константин Николаевич    | 1899—1981  | Командир 2-го авиационного корпуса                                                    | 2-я воздушная                                         | Сталинградская битва, Воронежско-Харьковская наступательная операция, Харьковская оборонительная операция | Командующий ВВС Приволжского военного округа                    |
|  | Соколов, Иван Михайлович          | 1900—1982  | Начальник штаба 1-й смешанной авиадивизии                                             | 7-я воздушная                                         | Оборона Заполярья, Выборгско-Петрозаводская, Петсамо-Киркенесская наступательные операции | Командующий 7-й воздушной армией                                |
|  | Степанов, Павел Степанович        | 1901—1977  | Заместитель начальника ГУ ВВС Красной Армии по политчасти                             | 16-я воздушная                                        | Сталинградская битва | Командующий ВВС БелВО                                           |
|  | Судец, Владимир Александрович     | 1904—1981  | Командир 4-го дальнебомбардировочного авиационного корпуса                            | 1-я бомбардировочная авиационная армия 17-я воздушная | Битва за Днепр, Донбасская, Нижнеднепровская наступательные операции), Никопольско-Криворожская, Березнеговато-Снигирёвская, Одесская, Ясско-Кишинёвская, Белградская, Будапештская наступательные операции, Балатонская оборонительная, Венская наступательная операции | Командующий 17-й воздушной армией                               |
|  | Хрюкин, Тимофей Тимофеевич        | 1910—1953  | Командующий ВВС 12-й армии                                                            | 8-я воздушная 1-я воздушная                           | Воронежско-Ворошиловградская оборонительная операция, Сталинградская битва, Ростовская наступательная операция 1943 года, Донбасская, Нижнеднепровская, Никопольско-Криворожская, Крымская, Белорусская, Львовско-Сандомирская, Восточно-Прусская наступательные операции | Командующий 1-й воздушной армией                                |
|  | Худяков, Сергей Александрович     | 1902—1950  | Начальник штаба ВВС Западного Особого военного округа                                 | 1-я воздушная                                         | Ржевско-Сычёвская наступательная операция, Ржевско-Вяземская наступательная операция 1943 года | Заместитель командующего ВВС Красной Армии                      |

## Командующие сапёрными армиями
|  | Полное имя                         | Годы жизни | Должность в начале войны                                                                                     | Армии                                  | Сражения и операции, проведённые в должности командарма | Должность в конце войны (для погибших обстоятельства смерти)                 |
|  | ---------------------------------- | ---------- | --- | -------------------------------------- | ------------------------------------------------------- | ---------------------------------------------------------------------------- |
|  | Андреев, Аркадий Григорьевич       | 1900—1957  | Начальник строительного управления № 210                                                                     | 6-я сапёрная                           |                                                         | Начальник 22-го управления оборонительного строительства                     |
|  | Афанасьев, Григорий Давыдович      | 1896—1965  | Начальник строительства инженерных сооружений и оборонительных объектов на западном направлении              | 4-я сапёрная                           |                                                         | Начальник управления строительства Рижской ВМБ                               |
|  | Баранов, Николай Парфеньевич       | 1889—1961  | Начальник отдела инженерных войск полевого управления 21-й армией                                            | 1-я сапёрная                           |                                                         | Начальник инженерных войск 3-го Белорусского фронта                          |
|  | Брынзов, Иван Николаевич           | 1901—1953  | Начальник КУКС инженерных войск Красной Армии                                                                | 3-я сапёрная                           |                                                         | Заместитель начальника Военно-инженерной академии имени В. В. Куйбышева      |
|  | Влодзимирский, Лев Емельянович     | 1903—1953  | Начальник следственной части НКГБ СССР                                                                       | 9-я сапёрная                           |                                                         | Начальник следственной части НКГБ СССР                                       |
|  | Воробьев, Михаил Петрович          | 1896—1957  | Генерал-инспектор инженерных войск Красной Армии                                                             | 1-я сапёрная                           |                                                         | Начальник инженерных войск Красной Армии                                     |
|  | Гречкин, Сергей Павлович           | 1896—1943  | Помощник начальника Волгостроя НКВД СССР                                                                     | 3-я сапёрная                           |                                                         | Погиб в бою 9 января 1943 года                                               |
|  | Гундоров, Александр Семёнович      | 1895—1973  | Начальник Военно-инженерной академии имени В. В. Куйбышева                                                   | 4-я сапёрная 8-я сапёрная 6-я сапёрная |                                                         | Генеральный инспектор инженерных войск Красной Армии                         |
|  | Квятковский, Василий Александрович | 1900—1974  | Начальник 93-го управления военного строительства                                                            | 2-я сапёрная                           |                                                         | Начальник инженерных войск Белорусско-Литовского военного округа             |
|  | Ковин, Михаил Андреевич            | 1900-?     | Главный инженер Управления оборонительного строительства Красной Армии                                       | 4-я сапёрная                           |                                                         | Начальник 8-го фронтового управления оборонительного строительства НКО СССР  |
|  | Комаровский, Александр Николаевич  | 1906—1973  | Начальник Главного управления спецгидростроя                                                                 | 5-я сапёрная                           |                                                         | Начальник Главпромстроя СССР                                                 |
|  | Корнев, Александр Семёнович        | 1902—1983  | Начальник Академстроя                                                                                        | 6-я сапёрная                           |                                                         | Начальник Центрального управления инженерного вооружения                     |
|  | Косарев, Василий Васильевич        | 1896—1958  | Преподаватель Военно-инженерной академии имени В. В. Куйбышева                                               | 7-я сапёрная 1-я сапёрная              |                                                         | Начальник инженерных войск Земландской группы войск 3-го Белорусского фронта |
|  | Косенко, Василий Семёнович         | 1894—1974  | Начальник Сибирского окружного военно-строительного управления                                               | 7-я сапёрная                           |                                                         | Начальник 25-го управления оборонительного строительства                     |
|  | Круглов, Сергей Никифорович        | 1907—1977  | Заместитель наркома НКВД                                                                                     | 4-я сапёрная                           |                                                         | 1-й заместитель наркома НКВД                                                 |
|  | Мальцев, Михаил Митрофанович       | 1904—1982  | В запасе | 10-я сапёрная                          |                                                         | Начальник управления Воркута-Печёрский ИТЛ и комбината «Воркутауголь»        |
|  | Назаров, Константин Степанович     | 1890—1980  | Заместитель генерал-инспектора Инспекции инженерных войск Красной Армии                                      | 8-я сапёрная                           |                                                         | Начальник штаба инженерных войск Красной Армии                               |
|  | Оника, Дмитрий Григорьевич         | 1910—1968  | Заместитель наркома угольной промышленности СССР                                                             | 8-я сапёрная                           |                                                         | Начальник комбината «Москвоуголь»                                            |
|  | Петров, Иван Андреевич             | 1898—1954  | Начальник инженерного снабжения и вооружения Красной Армии                                                   | 3-я сапёрная                           |                                                         | В распоряжении Начальника инженерных войск Красной Армии                     |
|  | Прусс, Илья Ефимович               | 1903—1972  | Начальник Управления строительства № 82                                                                      | 5-я сапёрная 7-я сапёрная              |                                                         | Начальник 27-го управления оборонительного строительства РГК                 |
|  | Рапопорт, Яков Давыдович           | 1898—1962  | Начальник Главного управления речных сооружений                                                              | 3-я сапёрная                           | Битва за Москву                                         | Начальник Челябметаллургстроя                                                |
|  | Салащенко, Иван Евменьевич         | 1901—1961  | Заместитель начальника Главного управления оборонительных работ НКО                                          | 8-я сапёрная                           |                                                         | Начальник 20-го управления оборонительного строительства                     |
|  | Суслин, Дмитрий Иванович           | 1900—1954  | Инспектор инженерных войск Красной Армии                                                                     | 8-я сапёрная                           |                                                         | Начальник штаба инженерных войск Карельского фронта                          |
|  | Царевский, Михаил Михайлович       | 1898—1963  | Начальник строительства комбината Североникель                                                               | 2-я сапёрная                           | Битва за Ленинград                                      | Начальник управления Тагилстроя                                              |
|  | Черных, Михаил Иванович            | 1900—1985  | Начальник отдела оборонительного строительства инженерного управления Прибалтийского Особого военного округа | 9-я сапёрная 6-я сапёрная              |                                                         | Начальник 24-го управления оборонительного строительства                     |

## Портретная галерея
- И. Х. Баграмян
- С. С. Бирюзов
- С. М. Будённый
- Л. А. Говоров
- И. С. Конев
- Р. Я. Малиновский
- К. А. Мерецков
- К. К. Рокоссовский
- Ф. И. Толбухин
- И. Д. Черняховский
- В. И. Чуйков